# Monumenti di Tricarico

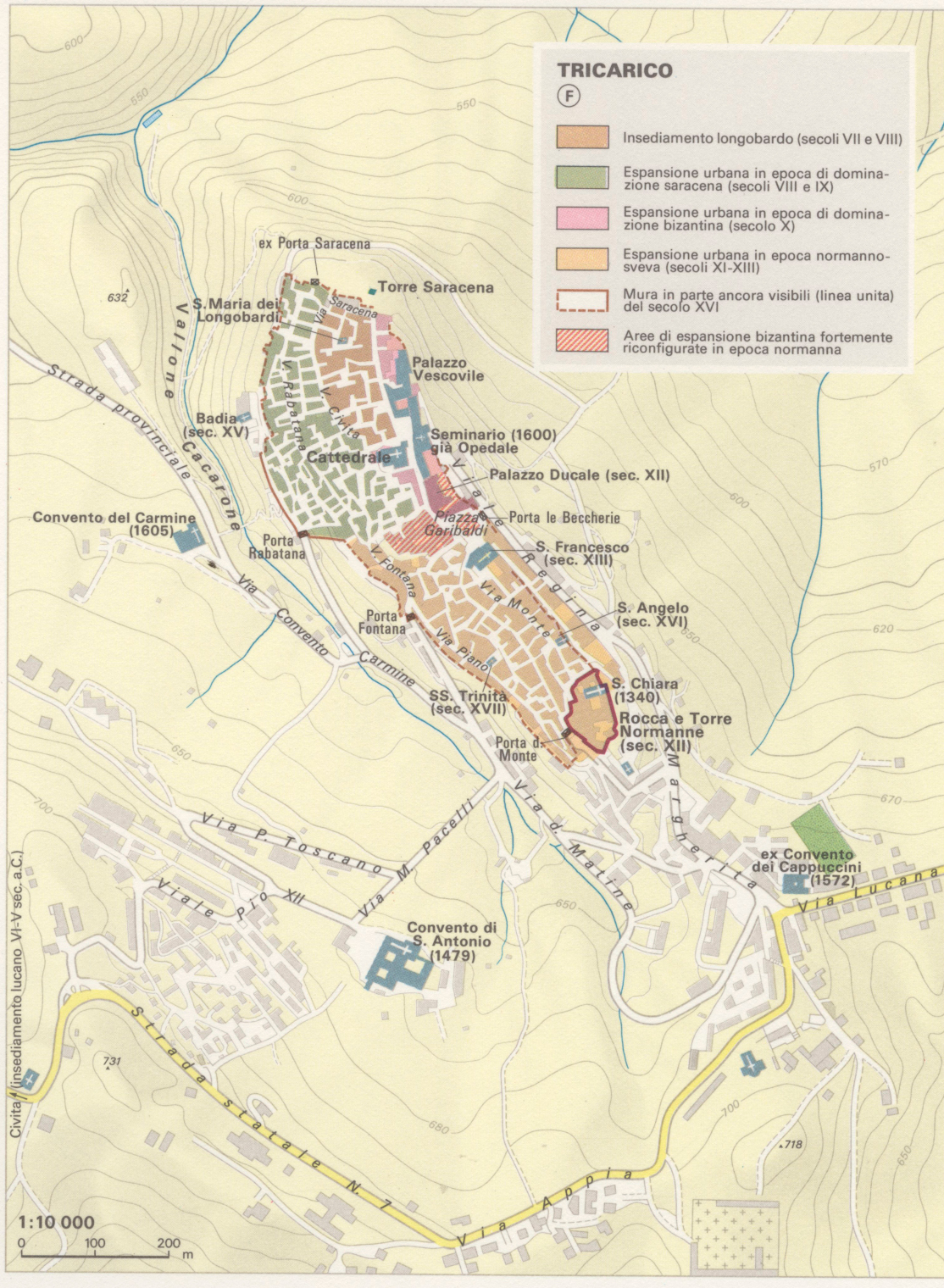
Mappa di Tricarico

Il patrimonio monumentale di Tricarico è costituito dalle seguenti opere:

## Patrimonio monumentale civile

### Torre normanna

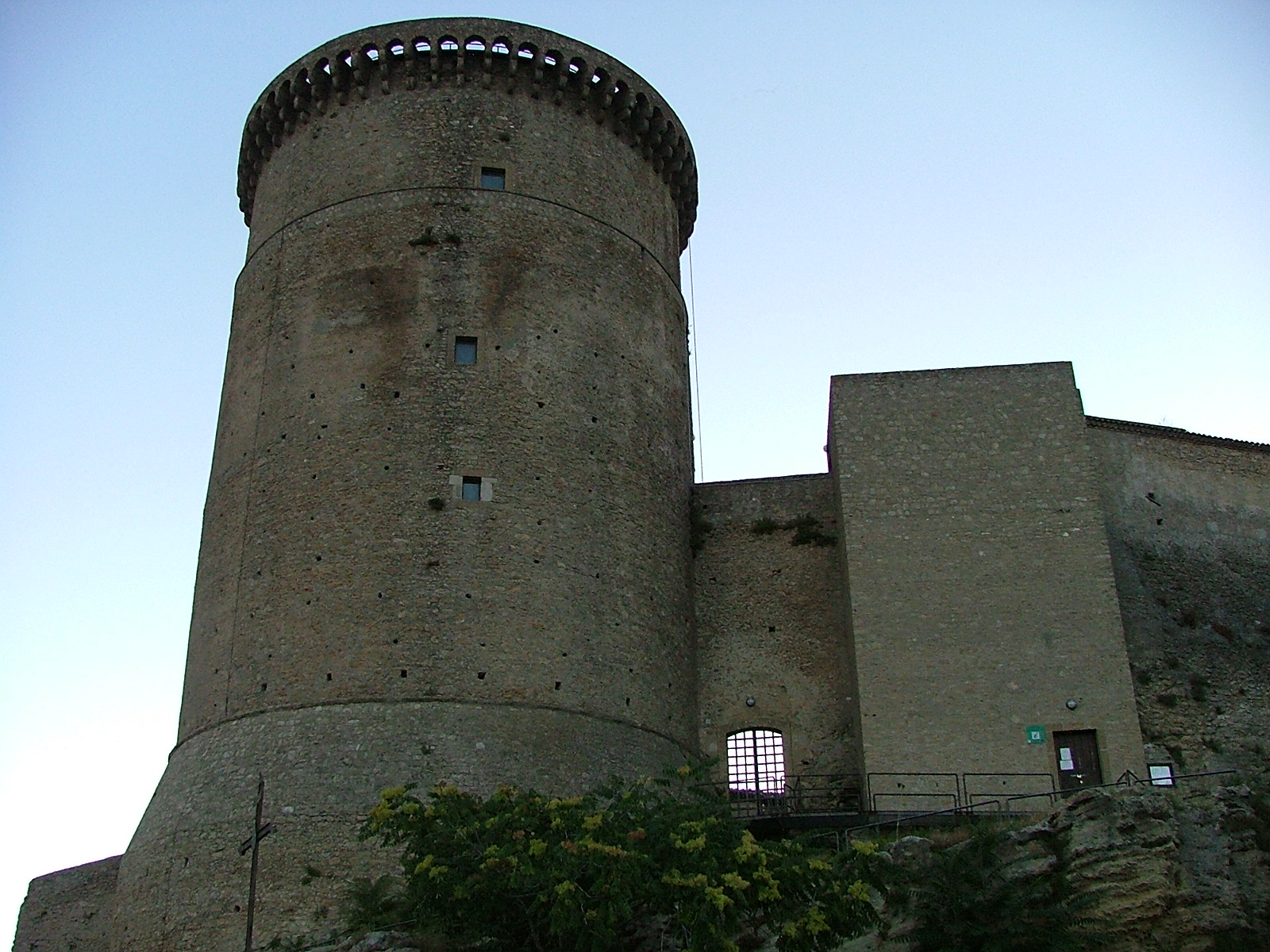
Torre normanna

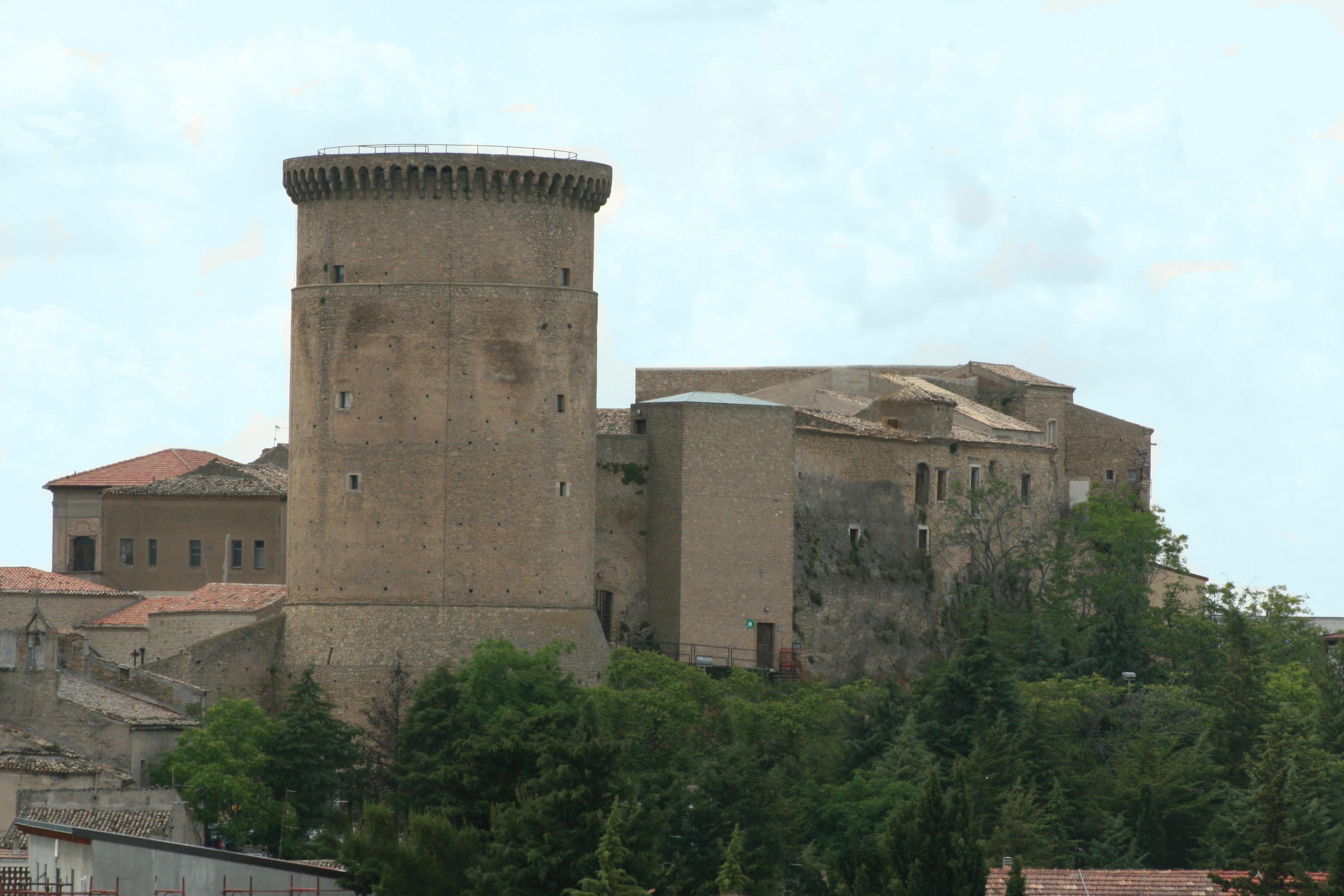
Torre normanna da rione San Nicola

La Torre normanna è il monumento maggiormente rappresentativo della città fortificata di Tricarico.
Sorta, insieme al castello del quale faceva parte, nei secoli IX - X come rocca fortificata, fu completata in epoca normanna (sec XI) ed ha subito modifiche e rafforzamenti in epoca normanno-sveva (secc.XII-XIII). Dotata di una "scarpa", orlata di "beccatelli" e archetti di coronamento con "caditoie", si staglia sull'abitato con la sua mole. Alta 27 metri e con pareti spesse anche oltre 5 metri, si sviluppa su 4 livelli. Il castello fu donato alle Clarisse nel 1333 per insediarvi un monastero dedicato a Santa Chiara mentre la torre continuò ad avere una funzione militare fino al 1657, anno nel quale il duca Ippolito Revertèra, feudatario di Tricarico, la donò al monastero di Santa Chiara in occasione della monacazione di due sue figlie.
Le strutture originarie del castello, di cui rimane una torre quadrangolare ricostruita nel 1971 a seguito di un crollo, sono state celate dagli ampliamenti subiti nei secoli dalla struttura monastica che arrivò ad inglobare la parte finale della via Monte che costeggiava le mura del maniero e che oggi è il corridoio centrale del convento.
La torre normanna venne dichiarata monumento nazionale nel 1931.

### Palazzo ducale
Palazzo ducale (Tricarico)
È stata la dimora dei conti di Tricarico dopo la donazione del castello normanno alle Clarisse per insediarvi il monastero di Santa Chiara. L'impianto originario va quindi collocato agli inizi del Trecento. 

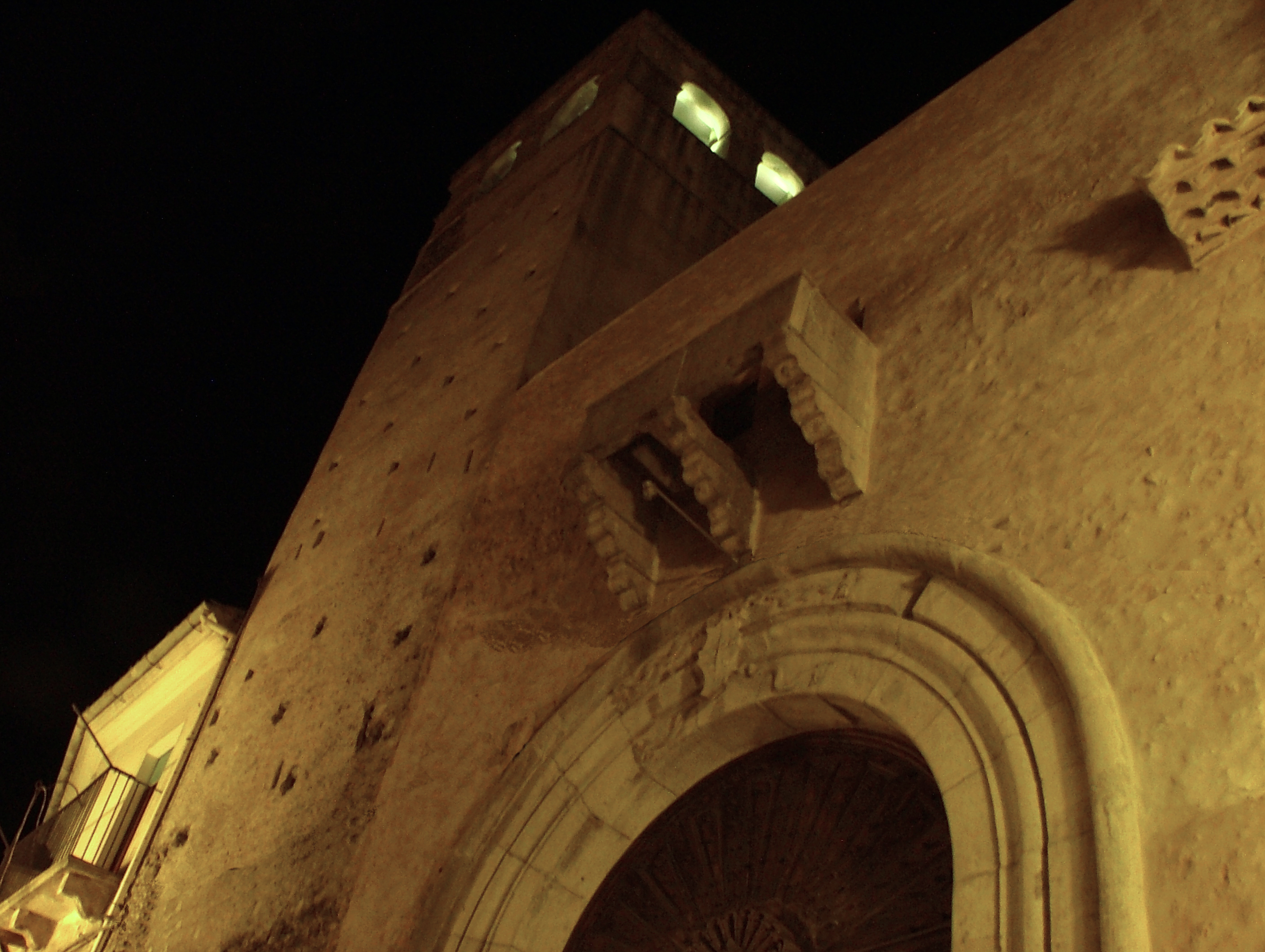
Palazzo ducale - scorcio da via Vittorio Veneto

La struttura è quella tipica dei castelli, con una fortificazione esterna munita di torri e di un portone di accesso che si apre sulla corte inferiore, un secondo portone che si apre sulla corte superiore. La struttura originaria di castello propriamente detto è stata però celata da ampliamenti successivi, realizzati soprattutto dopo il 1631, anno nel quale il feudo venne acquistato da Ippolito Revertèra, duca della Salandra che spostò la sua residenza da Miglionico a Tricarico.

Palazzo ducale prima del crollo degli anni cinquanta

Palazzo ducale - elaborazione grafica con, in evidenza, la torre crollata

Gli ampliamenti e modifiche si sono estesi fino ad inglobare parzialmente il Seggio della nobiltà nella piazza sottostante (oggi piazza Garibaldi) e le torri lungo la cinta muraria della fortificazione cittadina, una delle quali, la più grande e che oggi è in parte crollata, è di probabile realizzazione normanna. 
Nella prima foto si può vedere la situazione prima del crollo avvenuto negli anni cinquanta con, in evidenza, le varie fasi di espansione e modifica, e nella seconda, partendo dalla precedente, una possibile ricostruzione attraverso l'elaborazione grafica con "ritaglio" ed eliminazione degli ampliamenti. Alcuni interventi (come la riapertura dei tre archi del loggiato) sono stati già realizzati.
Nella celeberrima stampa di Tricarico del 1605, di Braun e Hogemberg, l'edificio è ancora indicato come "castello del Prencipe" mentre con l'avvento dei duchi Revertèra ha acquisito l'attuale denominazione di palazzo ducale.
Proprio la famiglia Revertèra, nel Settecento, abbellì una saletta dell'edificio con un controsoffitto ligneo dipinto con scene della "Gerusalemme liberata".
Ospita attualmente la sede operativa della Soprintendenza Archeologica e, nel salone degli stemmi, una mostra permanente di reperti archeologici del territorio tricaricese e delle aree circostanti, primo nucleo dell'istituendo museo archeologico.

### Fontane della città
Documentate dal sec. XVI ma di origine certamente più antica (porta Fontana, così detta perché è l'accesso più diretto per raggiungere le fontane, è stata edificata nel sec. XIII), avevano la particolarità di essere fonti cui i cittadini potevano accedere senza pagare alcuna gabella.
Dal Liber Iurium della città di Tricarico, redatto dal notaio Ferrante Corsuto tra il 1585 e i primi anni del Seicento, si apprende che: "la fontana Vecchia seu di sopra che confina con l'horto dell'heredi del magnifico Scipione Corsuto, e proprio dove si dice l'acqua delli lavandari, la strada del ponte che anticamente così è detta, è publica per la città et uso di essa, nella qual fontana non vi è servitù alcuna, né tiene giurisdizione nullo di pigliar l'acqua e adacquare, ma è franca, e libera d'ogni servitù, e l'acqua che scorre da essa deve andare per lo Vallone delli Lavandari, e uscire sotto l'altra fontana nova fatta sotto l'horto del magnifico Jo. Maria Putignano, e giongersi con l'altr'acqua, che esce dalla predetta fontana e deve correre per il vallone sotto lo ponte, e sotto l'horto del nobile Gio. Maria Maiorino, per li condutti, e canali dentro lo lavandario, quale è fatto ad uso di lavare li panni di tutta la città per essa università..... La custodia delle sopradette due fontane spetta agli baglivi in vertù delli capitoli, e statuti municipali, e capitoli della predetta bagliva, quali baglivi deveno esiggere la pena delli contravventori". La fontana vecchia è stata ristrutturata, nelle forme attuali, nel 1892.

## Quartieri arabi

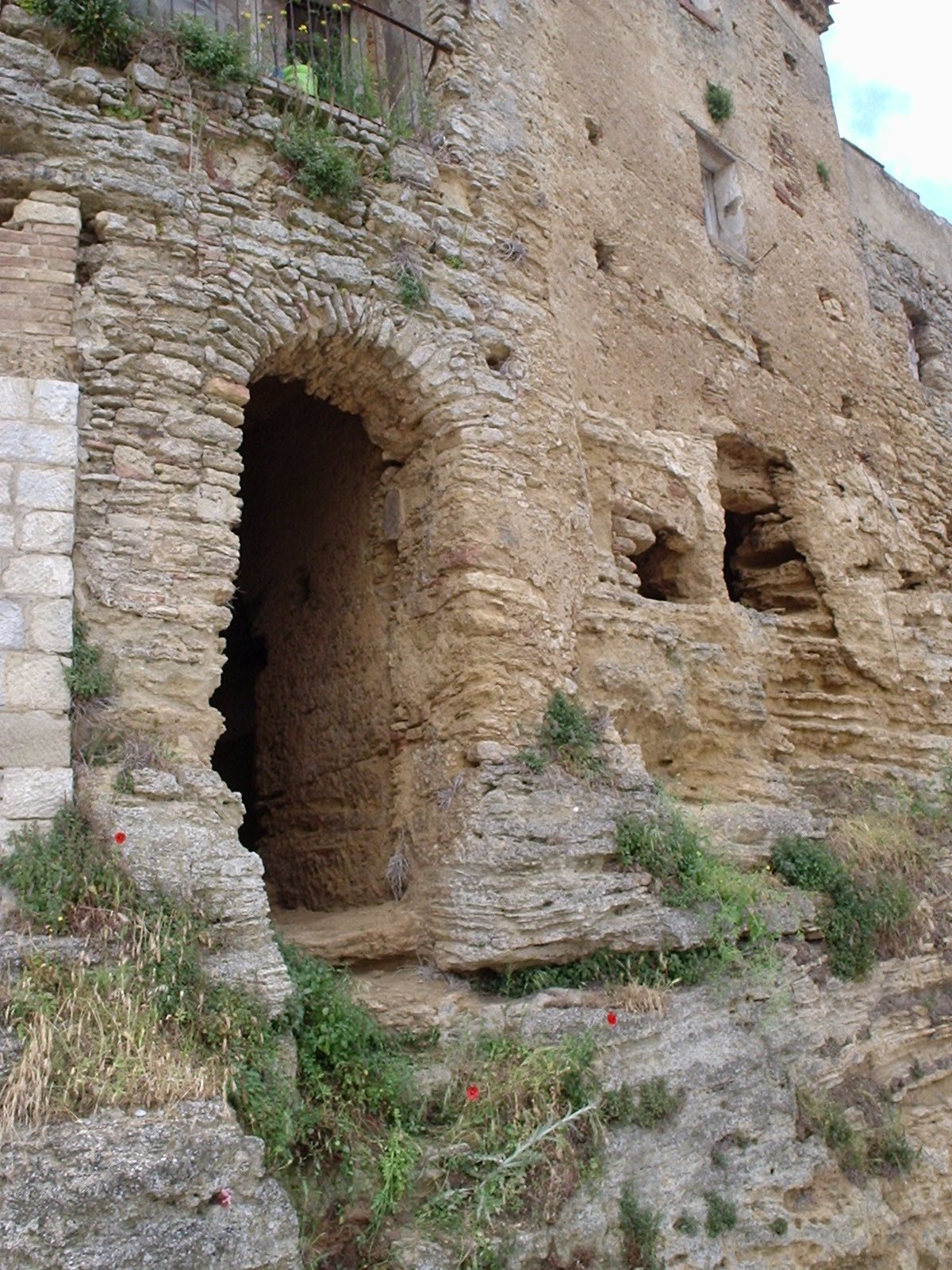
Saracena: ingresso di una casa-grotta

Nei quartieri della Ràbata e della Saracena è chiaramente leggibile il tessuto urbano di origine araba, caratterizzato da una via principale, l'araba shari, dalla quale si dipartono vie più piccole con andamento tortuoso (darb) e vicoli ciechi (zouqac).

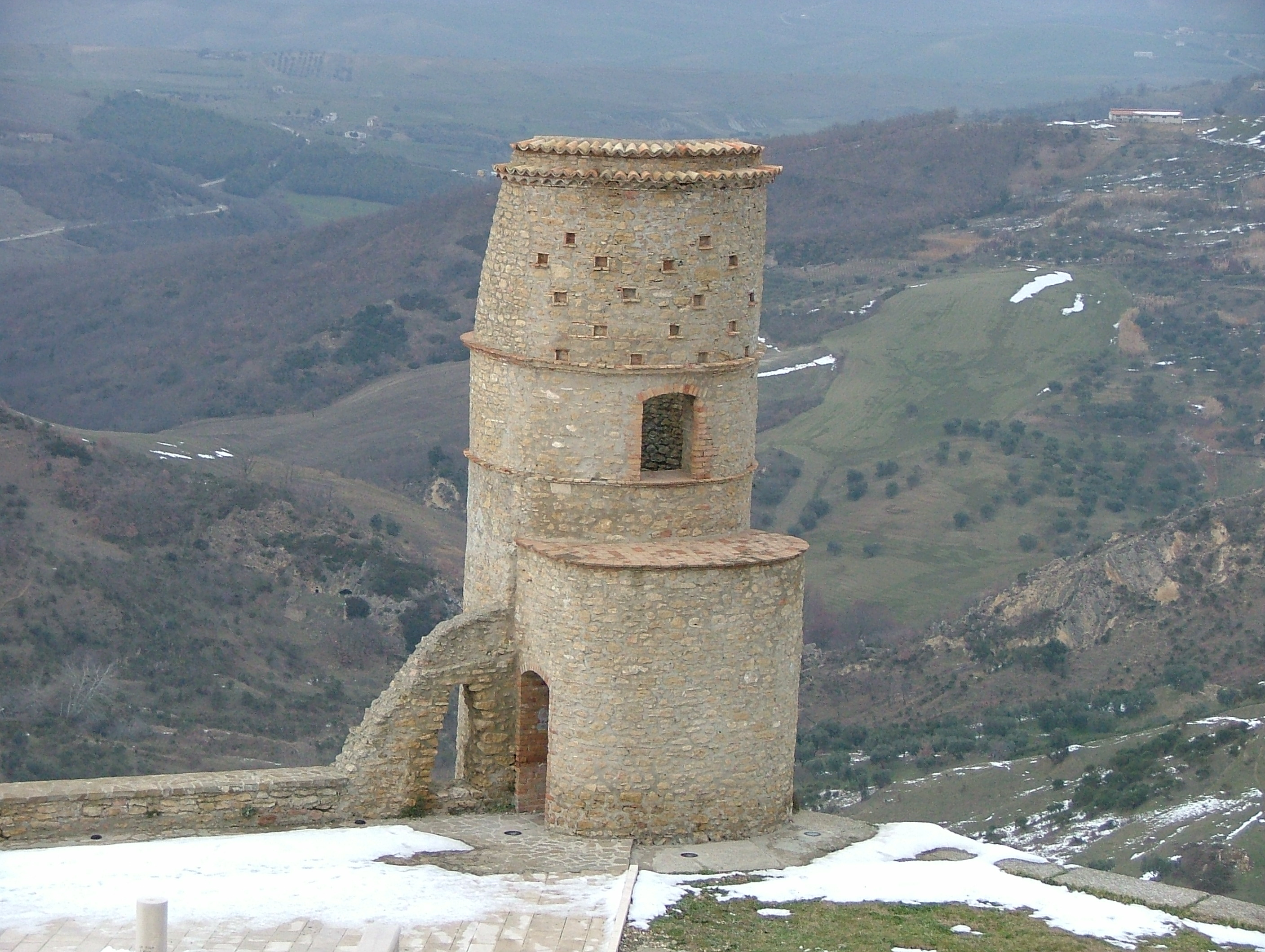
Torre saracena

L'andamento viario non è frutto della casualità ma di precisi schemi urbani, definiti "grafemi-tipo"., finalizzati a rendere insidioso l'abitato per i nemici che fossero riusciti a superare le mura di fortificazione.

### Saracena
Il quartiere si sviluppa attorno al fortilizio arabo del quale si conserva la porta,  la torre, e parte delle mura di fortificazione. La saracena occupa la parte estrema a nord dell'abitato, fino al margine di un pianoro che si apre sul profondo vallone del torrente Milo.

### Ràbata
È il quartiere residenziale arabo al quale si accede attraverso una porta protetta da una piccola torre contigua. 
Il toponimo potrebbe scaturire dal termine arabo ribat nel significato covo degli arabi. 

### Orti terrazzati

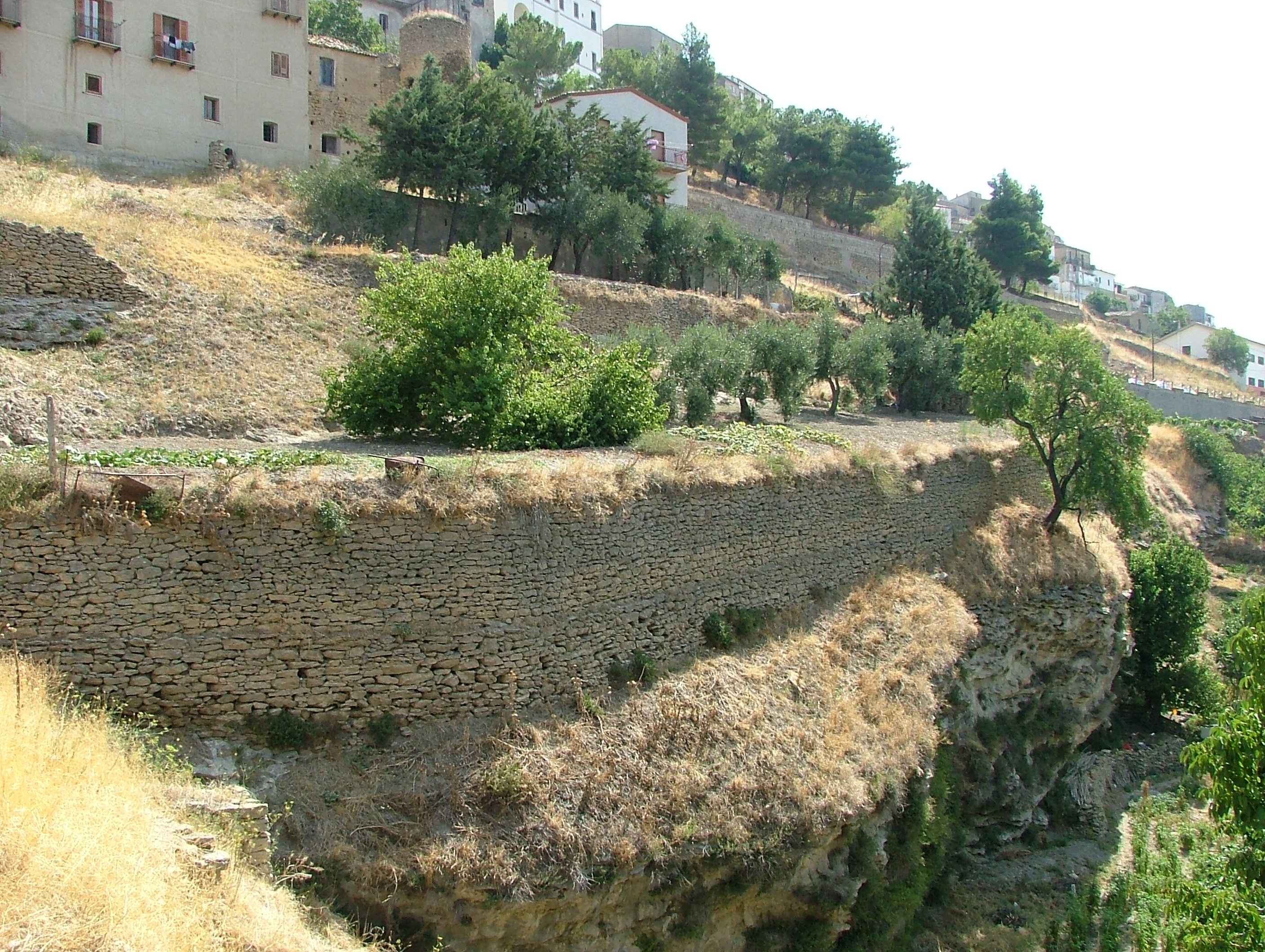
Orti arabi terrazzati

Risalenti al sec. IX-X e ancora in uso, testimoniano un modo sapiente delle popolazioni arabe di sfruttare i terreni, altrimenti brulli e improduttivi. Esse, infatti, sfruttarono le loro conoscenze e capacità di insediarsi in luoghi inadatti alle coltivazioni creando numerosi giardini-frutteti terrazzati, utilizzando un ingegnoso sistema di raccolta delle acque meteoriche e sorgive. Da un'attenta lettura degli orti di Tricarico si evincono due tipi di coltivazione, uno prossimo alle mura dell'abitato, costituito per lo più da frutteti (gli orti di crinale) e l'altro posto ai piedi del crinale (gli orti di valle) adibito principalmente alla coltivazione degli ortaggi.

## Le porte della città

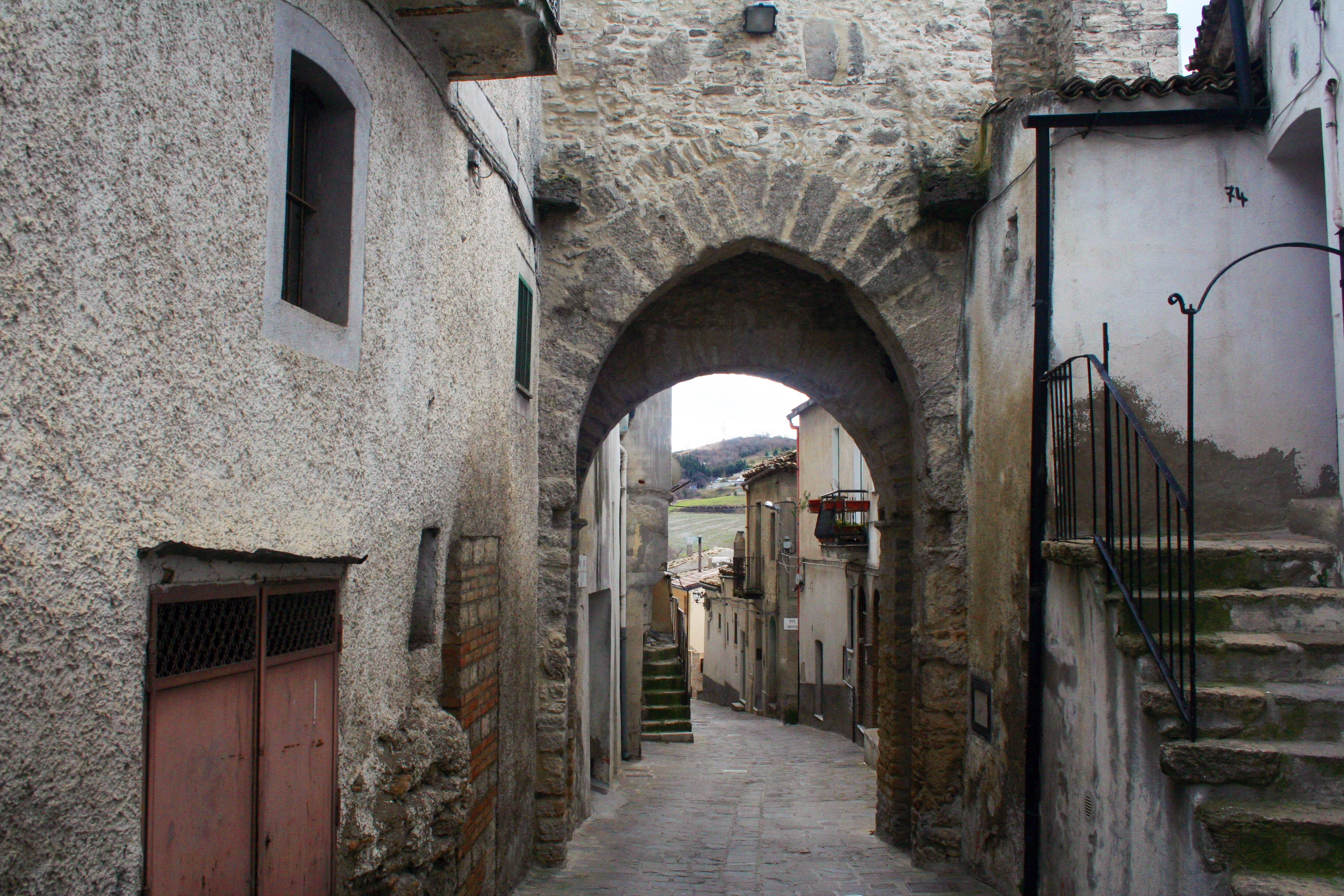
porta Fontana

### Porta Fontana

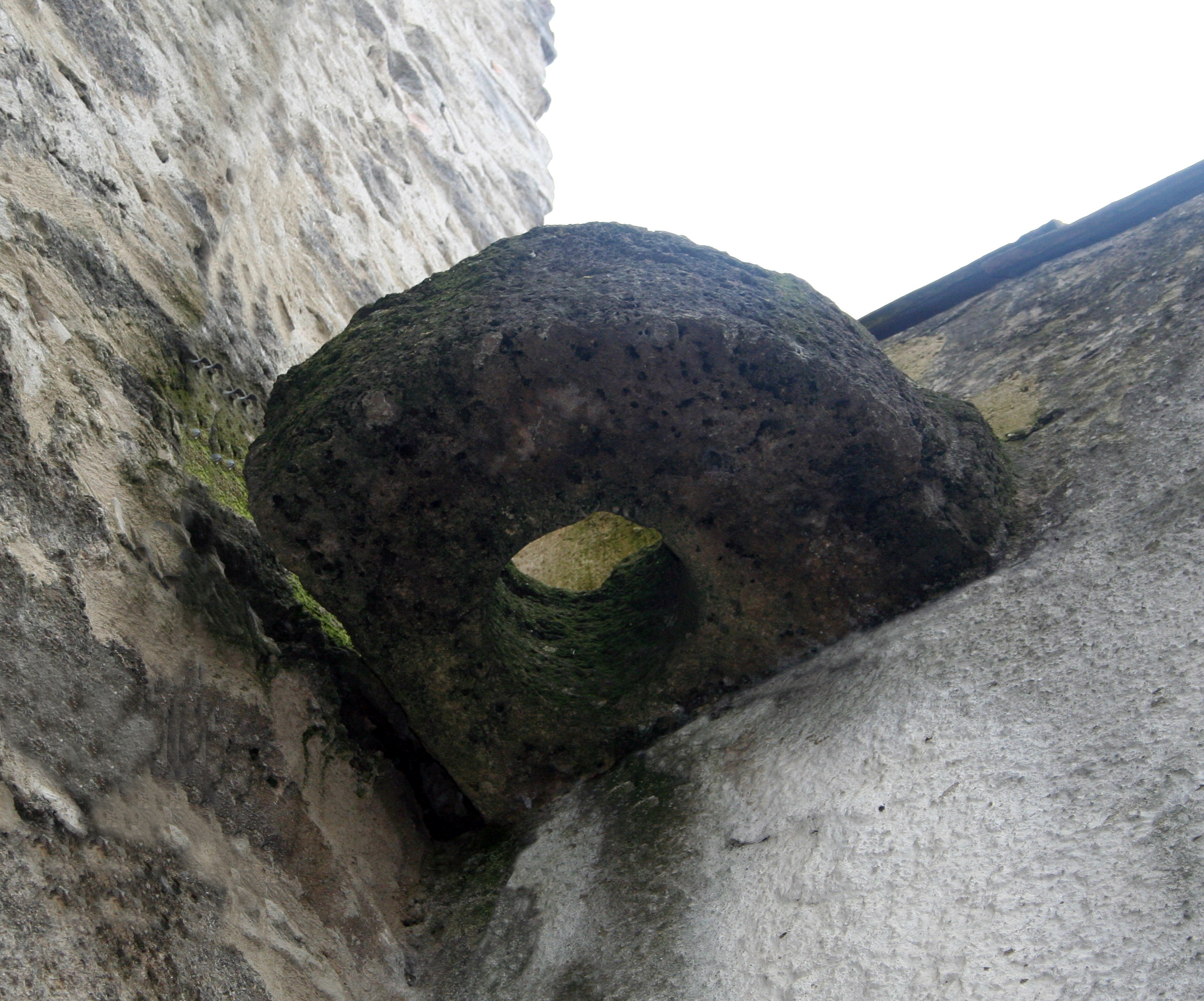
porta Fontana - cardine di pietra

Singolare porta d'accesso alla città, con un arco a sesto acuto e uno a tutto sesto, è databile intorno al Duecento. Ubicata sulla via che conduceva alle fontane pubbliche, conserva ancora i cardini in pietra del portone.

### Porta Monte (o "delle Burzarìe")
Ubicata nei pressi dell'antica dogana della città, è contigua al complesso monumentale del convento di S. Chiara (già castello normanno). Particolare interessante è la sua decorazione con pezzi e spuntoni di ferro, collocati regolarmente sia sulla facciata esterna che per tutta la profondità della porta.

### Porta Saracena

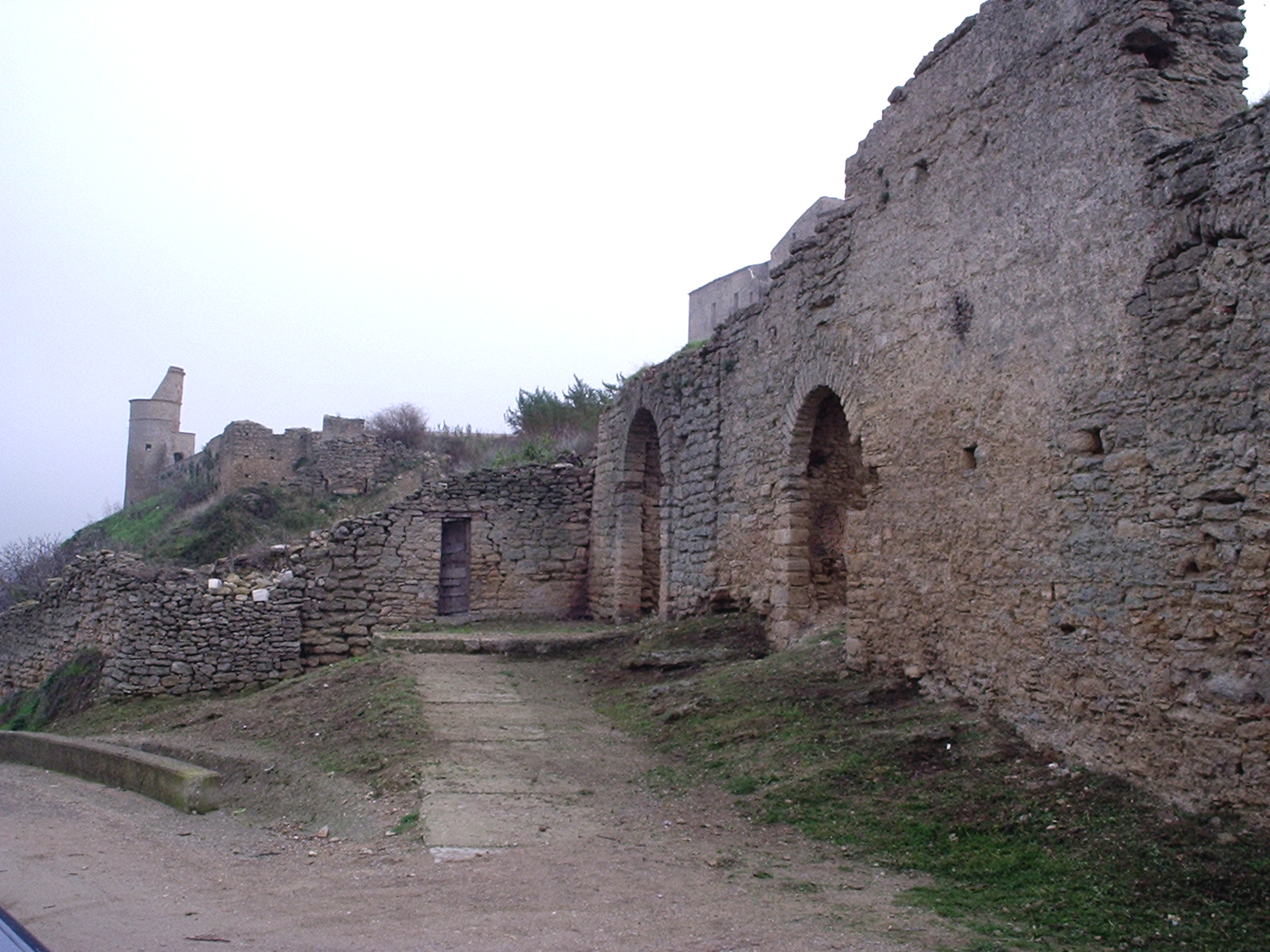
Porta Saracena (prima del restauro)

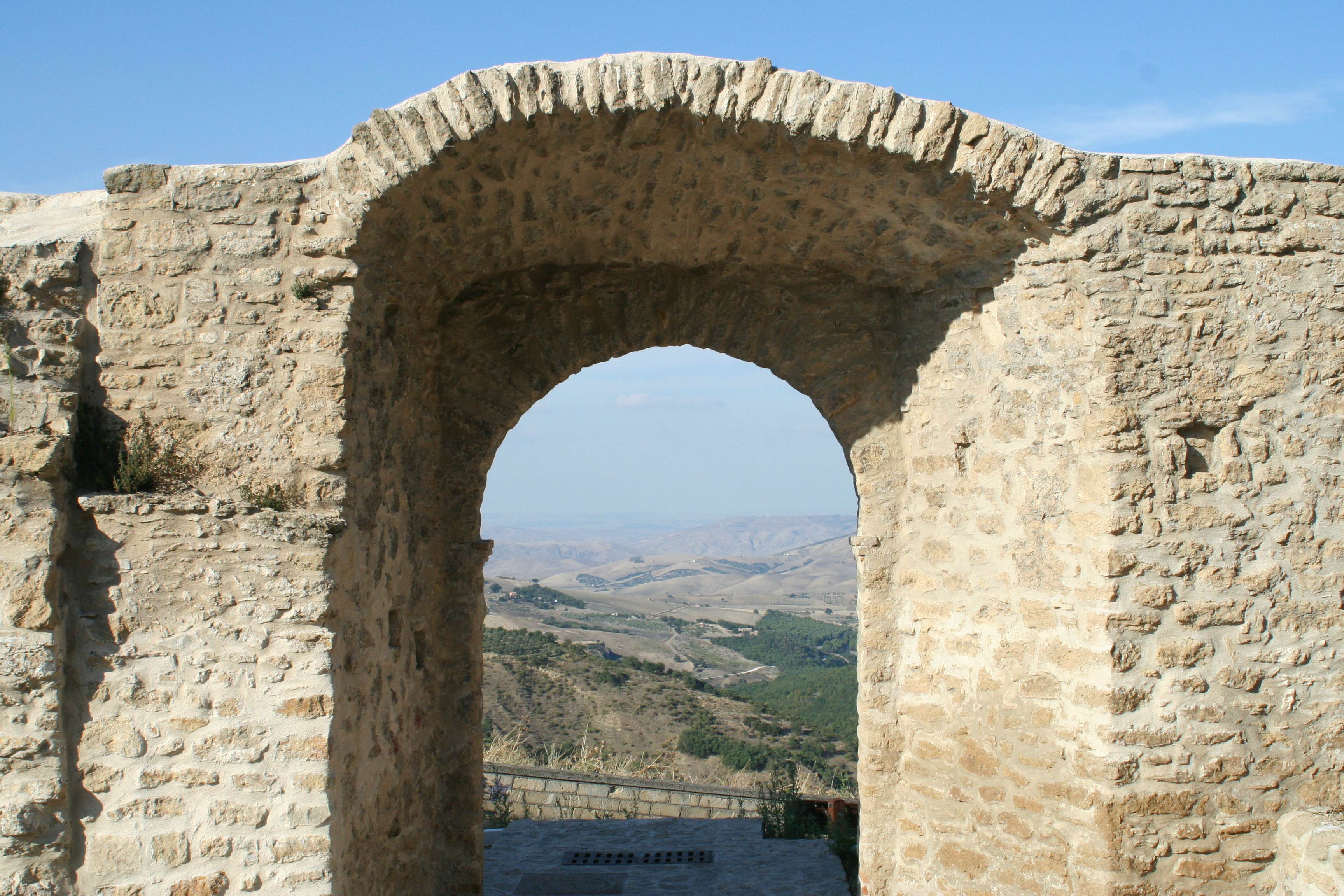
Porta Saracena vista dall'interno dell'abitato

Databile intorno al sec. X è costituita da un arco a tutto sesto, affiancato, nei secoli successivi, da un'altra apertura più piccola, sempre con arco a tutto sesto. Essa dava accesso al fortilizio arabo ivi ubicato che comprendeva, quali strutture di difesa, le mura perimetrali di fortificazione e la torre. 
Tale fortificazione ha continuato a fungere da difesa di questa parte della città anche con l'avvento dei bizantini e poi dei normanni.

### Porta della Ràbata
La porta, databile al X secolo, consente l'accesso all'omonimo quartiere ed è protetta da una piccola torre. L'arco, a sesto ribassato, presenta, sulla facciata esterna, una doppia fila di pietre.

### Porta delle Beccarie

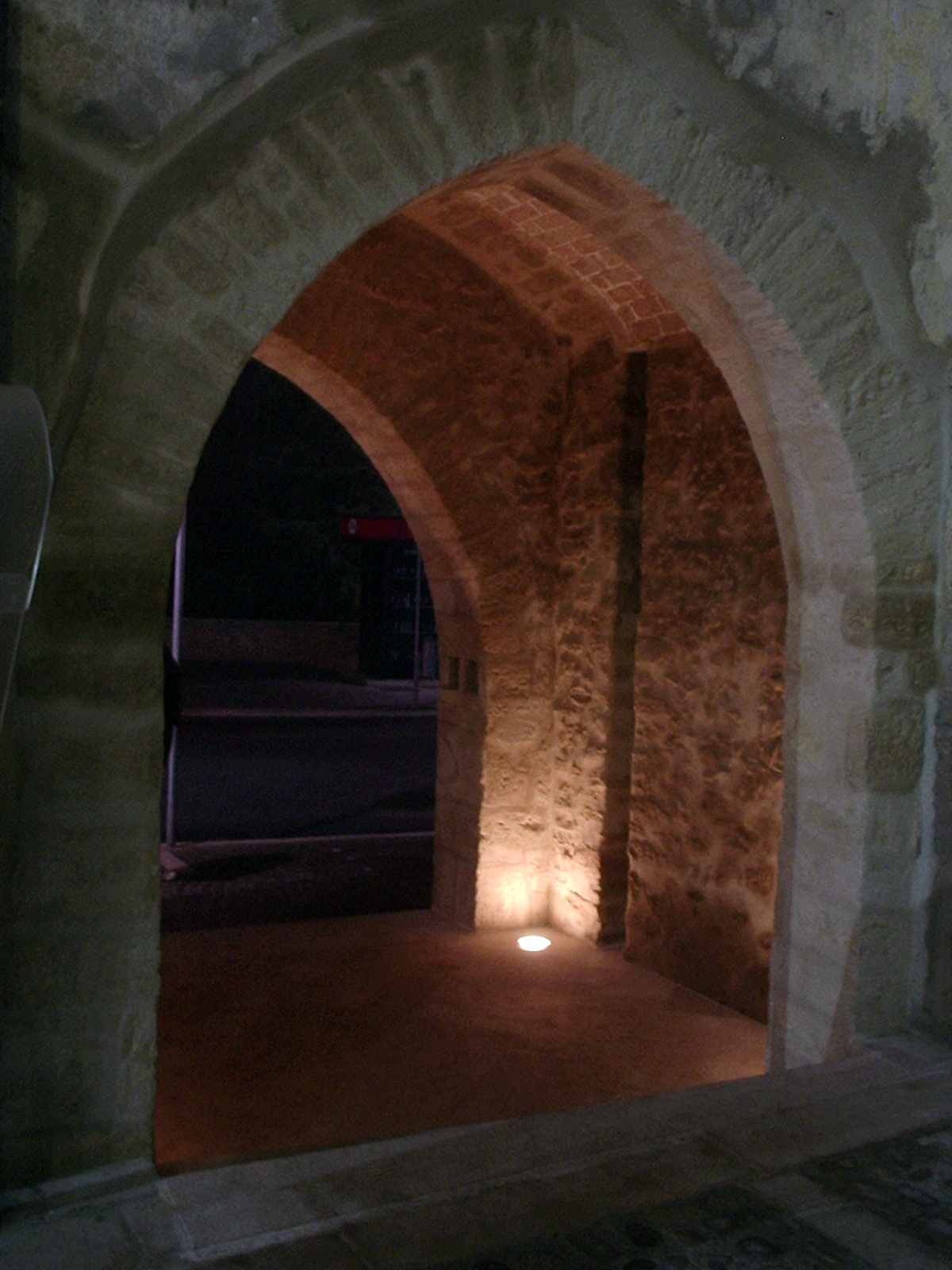
Porta delle Beccarie

Ubicata in piazza Garibaldi che un tempo era chiusa verso l'esterno dal muro di fortificazione, è facilmente riconoscibile nella stampa seicentesca di Tricarico. La porta è caratterizzata da due archi a sesto acuto che la datano tra il Duecento e il Trecento e conserva due piccole mensole sull'arco esterno ove venivano collocate le lucerne per segnalare la porta durante le ore notturne. È una porta più piccola delle altre che non consentiva il transito con i carri ma che dava diretto accesso al cuore della città..

### Sopportico detto "del Campanaro"
Seguendo l'ubicazione indicata sulla stampa di Tricarico del 1605, esso è individuabile nell'attuale arco di re Ladislao. Il sito ha sicuramente subìto modifiche che lo hanno portato alle attuali forme, tra la seconda metà del Cinquecento e la seconda metà del Seicento. Nelle strutture, infatti, si possono "leggere" vari interventi:

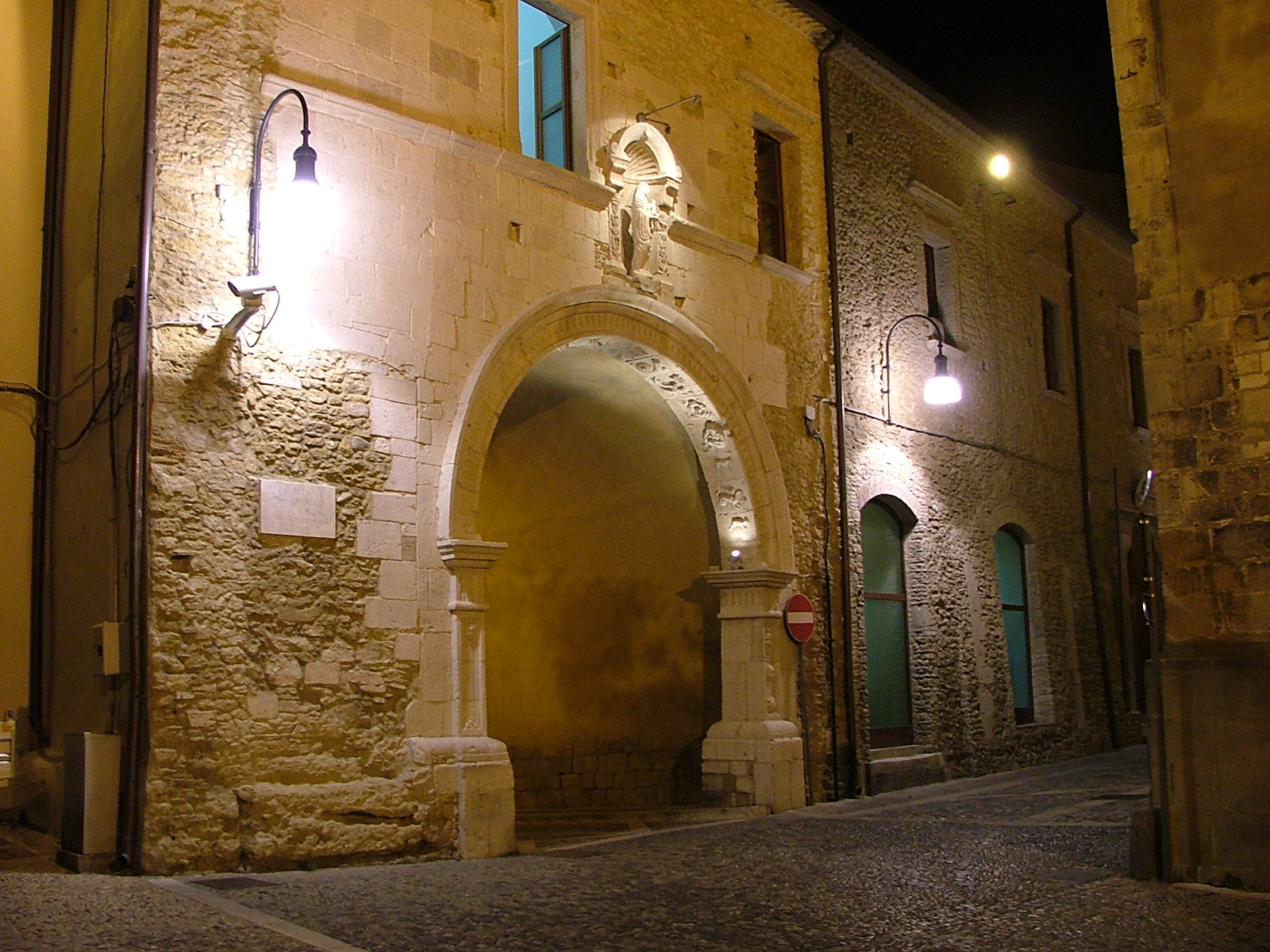
Sopportico del Campanaro

- l'apertura di finestre sulle mura di fortificazione in concomitanza con la realizzazione, lungo il perimetro, di immobili di proprietà ecclesiastica (sulla volta del sopportico è collocato uno stemma del Vescovo Antonio Caprioli, datato 1557),
- l'abbassamento del livello del pavimento del sopportico che, in corrispondenza dell'arco, raggiunge i 60 cm. circa.  Quest'ultimo intervento, successivo di almeno un secolo rispetto al precedente, ha interessato anche l'attuale via Vittorio Veneto la quale costeggia la cattedrale[9] e il palazzo ducale e conduce all'attuale piazza Garibaldi.

L'abbassamento del piano stradale, in prossimità dell'ingresso del palazzo ducale, raggiunge i 90 cm. circa. Tali interventi sono stati possibili perché tutte le costruzioni poggiano sulla roccia, per cui si è potuto scendere, senza rischio di crolli, anche al di sotto del livello delle fondazioni degli edifici. Proprio il lavoro eseguito sul portale del palazzo ducale, per adeguarlo al nuovo livello stradale e che ha interessato esclusivamente la parte basale del portale stesso, colloca l'intervento in questione in un'epoca successiva al 1650..

## Patrimonio monumentale religioso

### Cattedrale di S. Maria Assunta

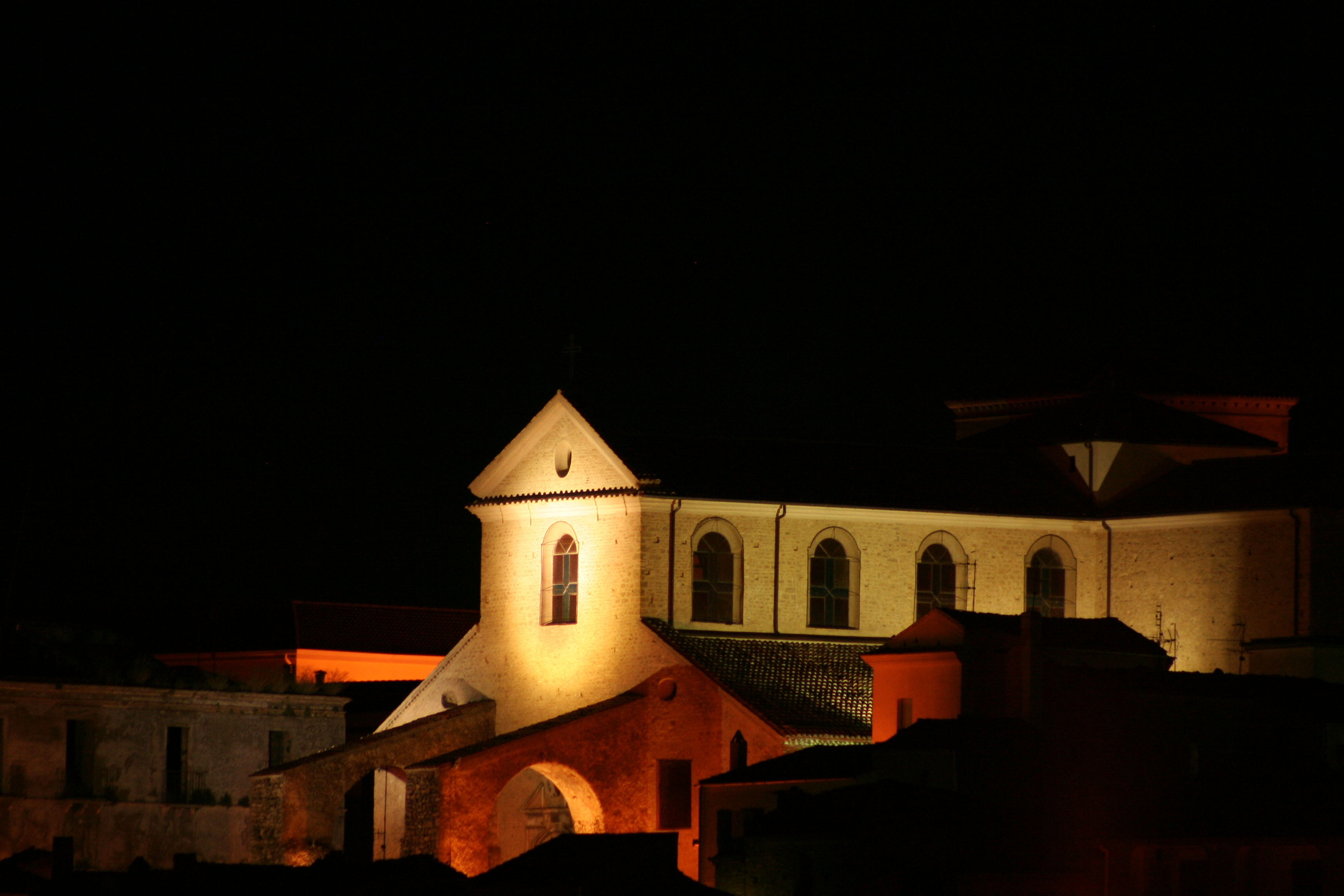
Cattedrale di Santa Maria Assunta

La Cattedrale di S. Maria Assunta è stata edificata nel sec. XI per volere di Roberto il Guiscardo.

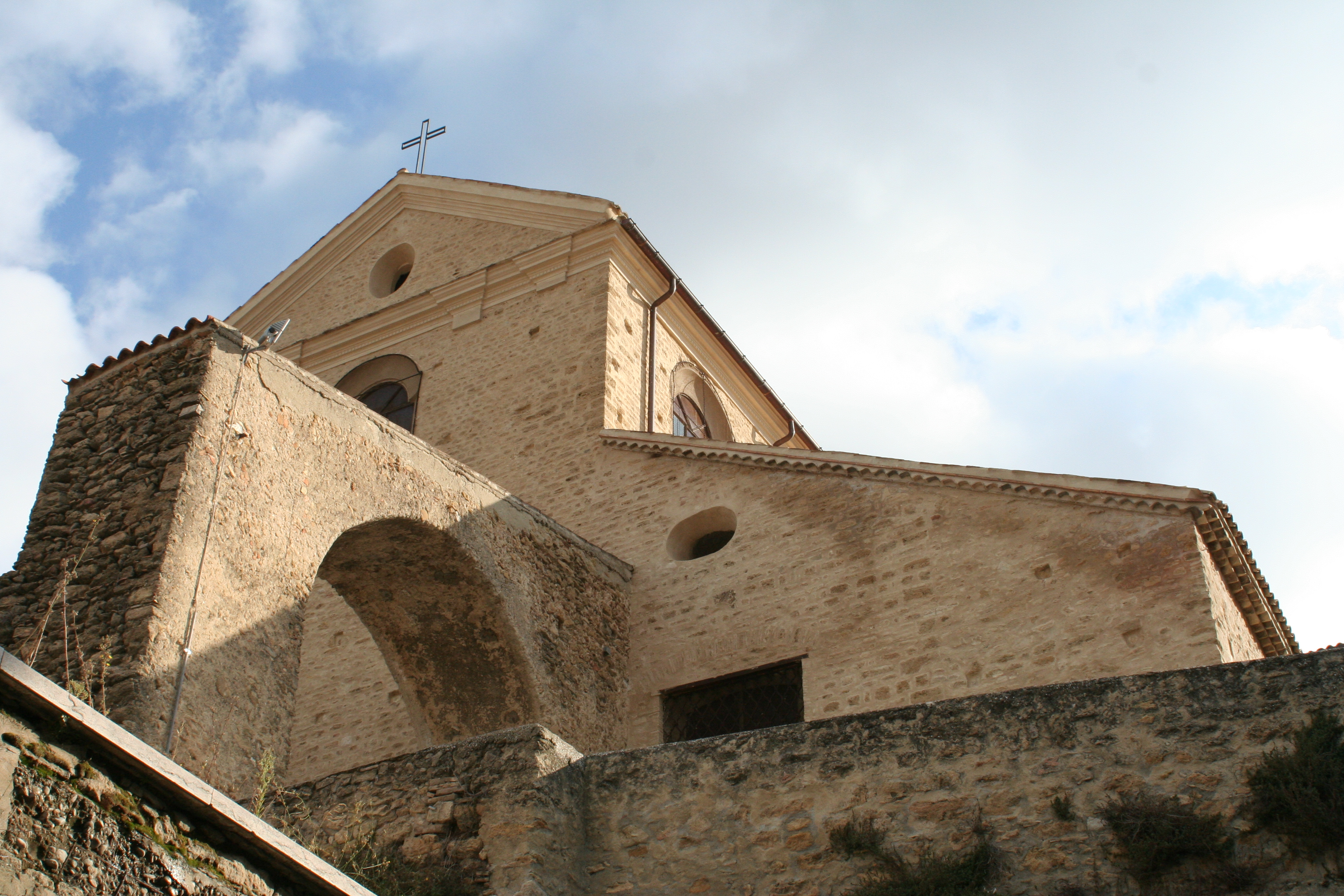
Cattedrale da via Fontana

Nel 1383 vi fu incoronato re di Napoli Luigi I d'Angiò.
Originariamente edificata in stile romanico, è stata nei secoli più volte rimaneggiata e ampliata, ad opera dei vescovi Pier Luigi Carafa senior nel 1638, Pier Luigi Carafa junior dopo la peste del 1657 ed Antonio del Plato tra il 1774 e il 1777 che si avvalse della competenza di maestranze napoletane guidate dal regio ingegnere Carlo Brancolino e dall'architetto Domenico Sannazzaro. 

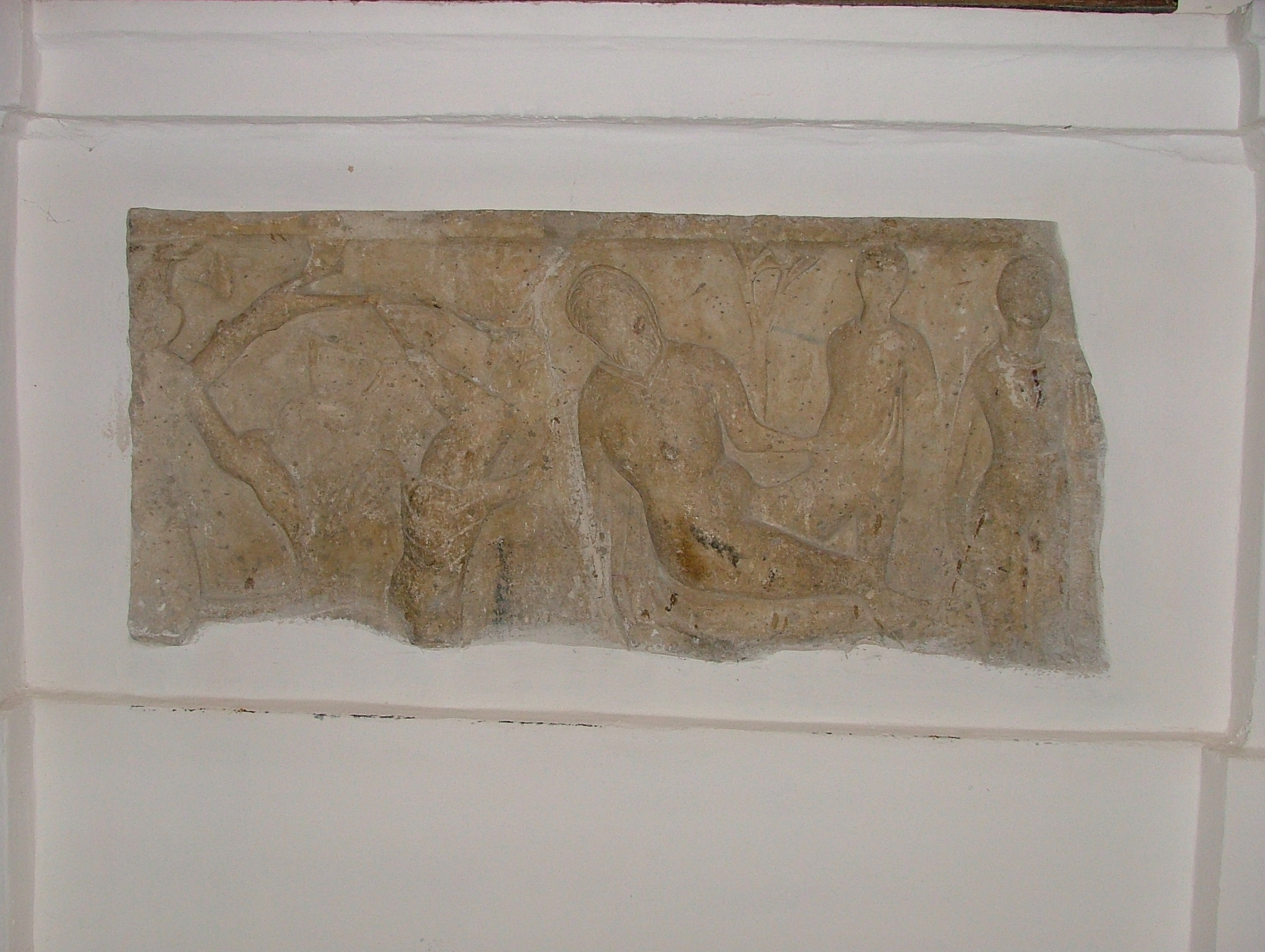
Sarcofago III secolo d.C. - frammento

Un particolare di unicità nella Regione è costituito dalla presenza di due grossi archi di sostegno addossati alla facciata, realizzati nel sec. XVII per garantire una maggiore stabilità dell'edificio e soprattutto della stessa facciata. 
L'impianto basilicale della chiesa si evidenzia nelle tre navate con il transetto, affiancate da una serie di cappelle e dal presbiterio suddiviso il tre distinti quadrangolari.
La chiesa, adorna di opere d'arte, realizzate, tra gli altri, da Pietro Antonio Ferro e Cesare Scerra, custodisce le reliquie di S. Potito Martire, patrono della città e della diocesi di Tricarico, e le spoglie del vescovo venerabile Raffaello delle Nocche (1922-1960).
Singolare è la presenza, come motivo di ornamento della cappella detta "Secretarium", di un frammento di sarcofago istoriato del III secolo d.C., raffigurante il mito (pagano) di Mirra (Myrrha) e Adone. La volta del Secretarium è abbellita da stucchi seicenteschi, perfettamente conservati.
Il campanile, a pianta quadrata, conserva una bifora duecentesca e una campana coeva. In origine era separato dalla chiesa e sulla sua sommità aveva una cosiddetta vela ossia un muro triangolare sul quale erano collocate le campane, la cui base si sviluppava lungo una delle diagonali. Dopo la sua rimozione fu realizzato il tetto con spiovente a 4 falde regolari.

### Chiesa conventuale di San Francesco d'Assisi

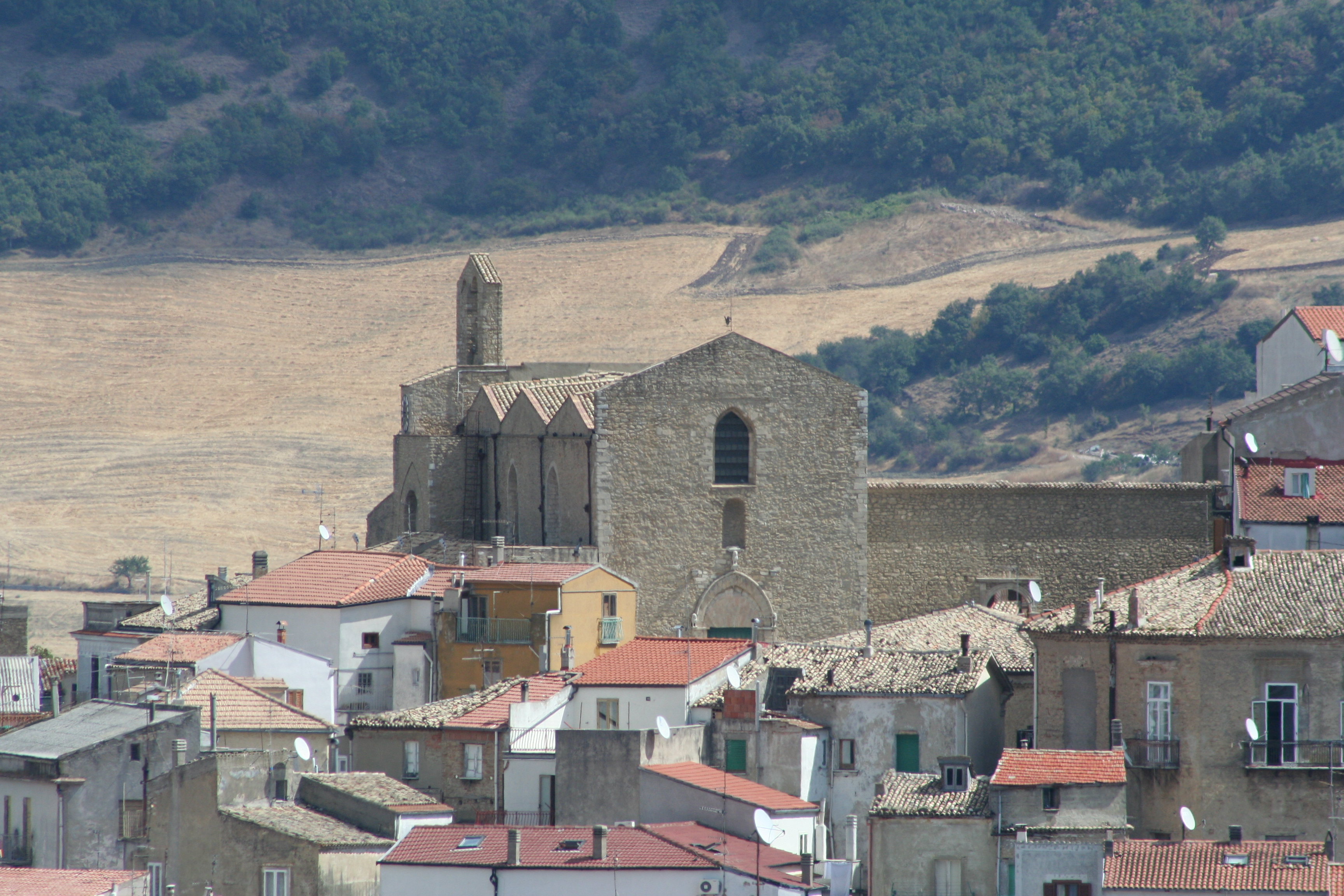
Chiesa di S. Francesco d'Assisi

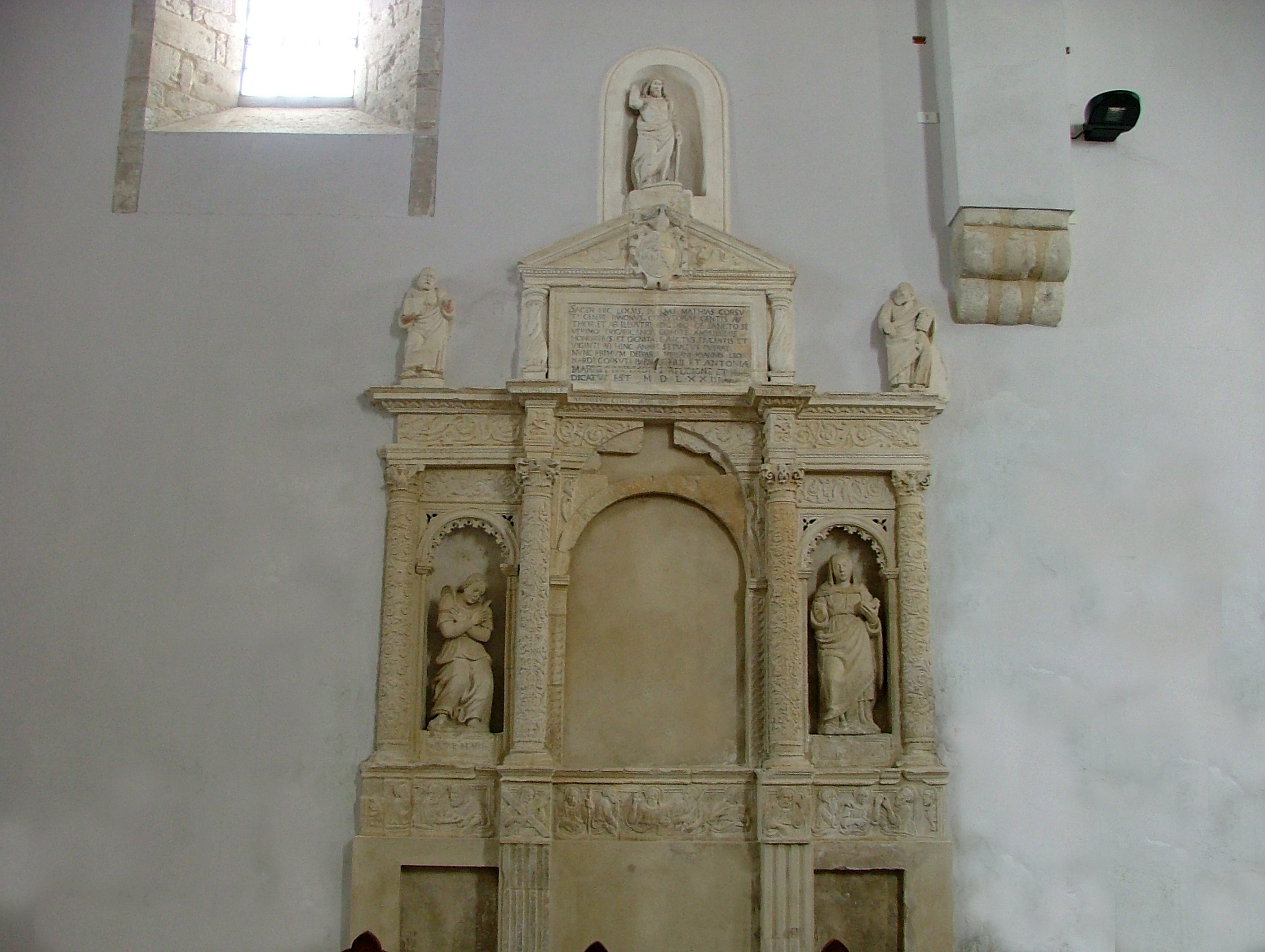
Altare Corsuto

Di stile gotico, austera ed elegante, la chiesa si sviluppa in un'unica navata con archi a sesto acuto e volte a crociera; custodiva una monumentale sepoltura dei conti Sanseverino, oggi scomparsa. Dei vari altari patronali ne rimane uno in pietra scolpita, risalente al 1573, della famiglia Corsuto, antica e nobile famiglia originaria della Pannonia. L'altare, attribuito alla bottega materana dei Persio, ospitava al suo interno una tavola della Madonna di Costantinopoli del pittore Antonio Stabile (seconda metà XVI sec.), oggi custodita nella Cattedrale.

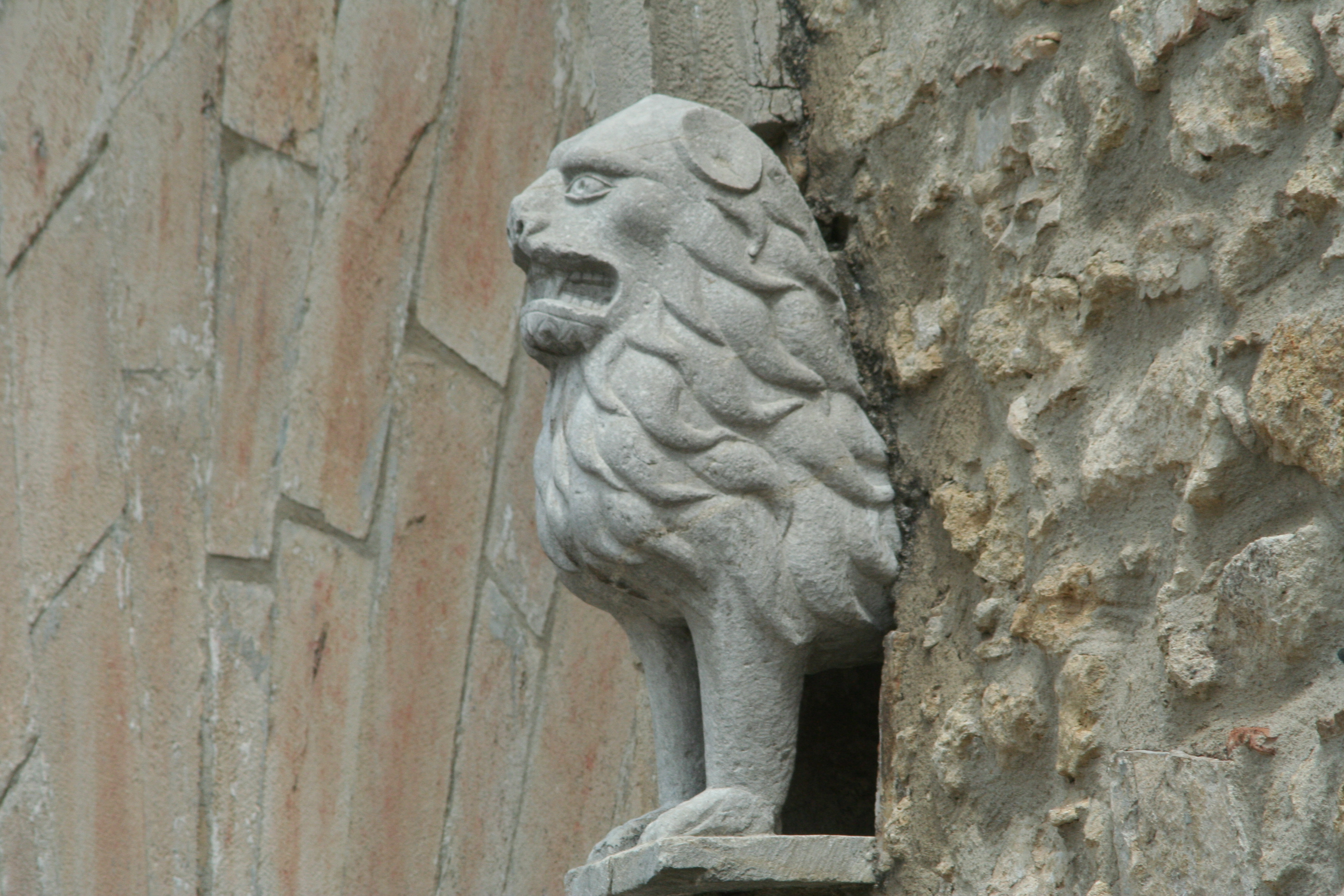
Chiesa di S. Francesco d'Assisi - particolare del portale

Un antico documento del quale si sono perse le tracce avrebbe attestato la fondazione del complesso religioso da parte di San Francesco d'Assisi in persona.
La fondazione del convento è in realtà attestata nel 1314, ad opera di Tommaso II Sanseverino e di sua moglie Sveva de Bethsan anche se, nel refettorio del convento, sono stati rinvenuti frammenti di dipinti murali raffiguranti una "crocifissione", "Hodigitria", "San Bartolomeo" e "San Giacomo minore", oggi esposti nel Museo diocesano di Tricarico, attribuiti al Maestro della Bruna o alla sua bottega (sec. XIII).
È, in ogni caso, uno dei più antichi conventi francescani della Regione e, fino alla fine dell'Ottocento, sede dei Frati Minori Conventuali.

### Chiesa e convento di S. Antonio di Padova

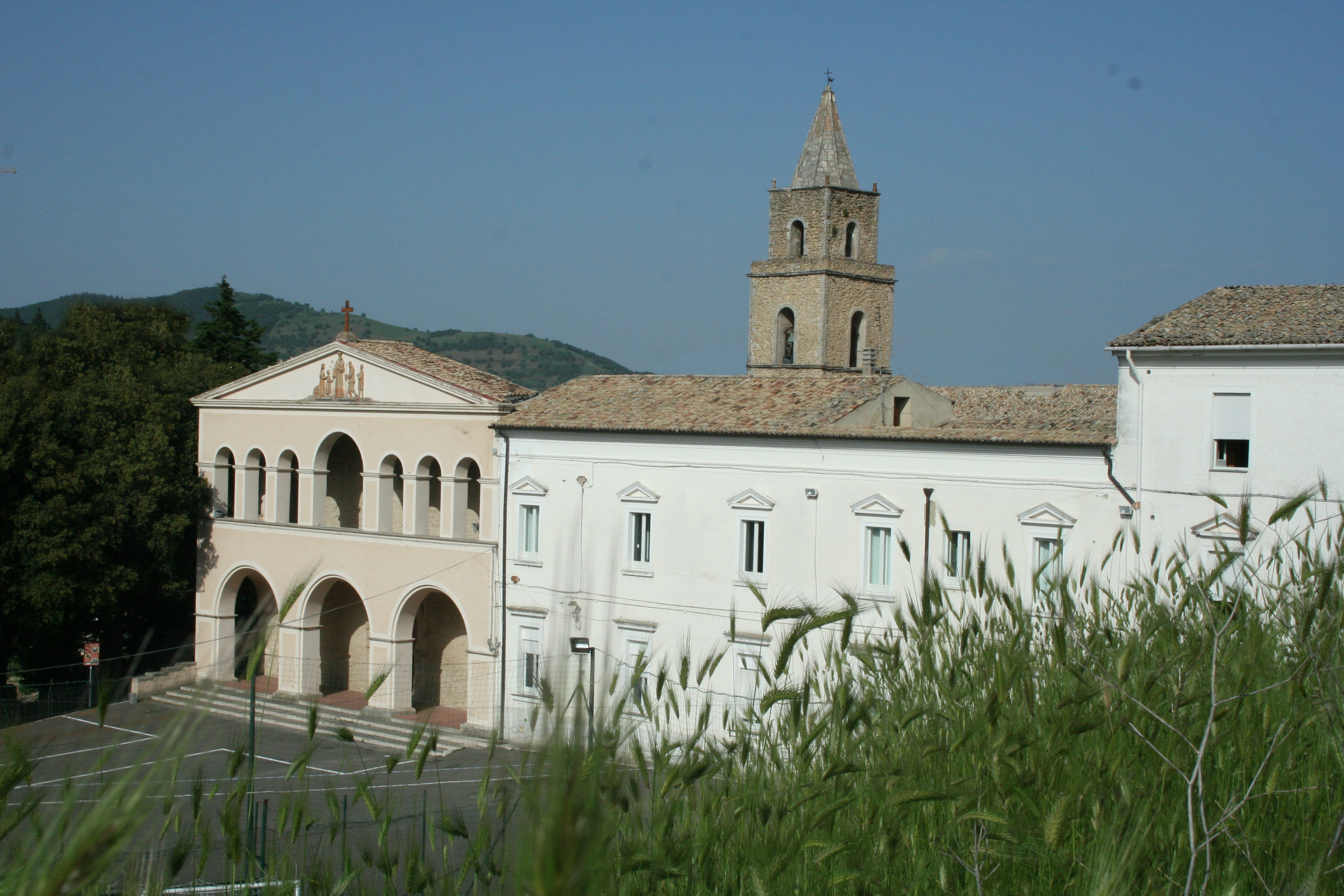
Complesso di S. Antonio di Padova

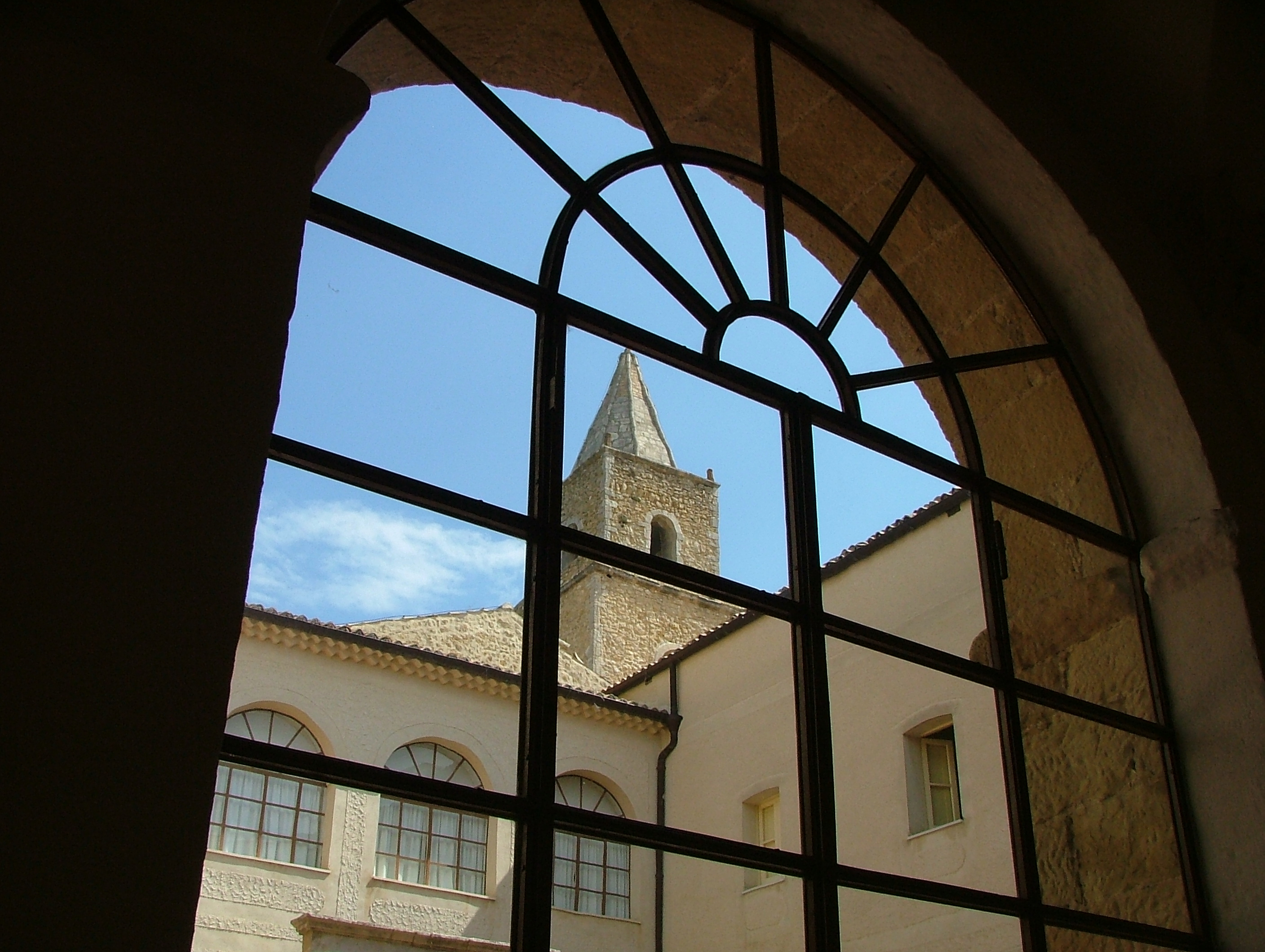
S. Antonio di Padova - scorcio dall'interno del quadriportico

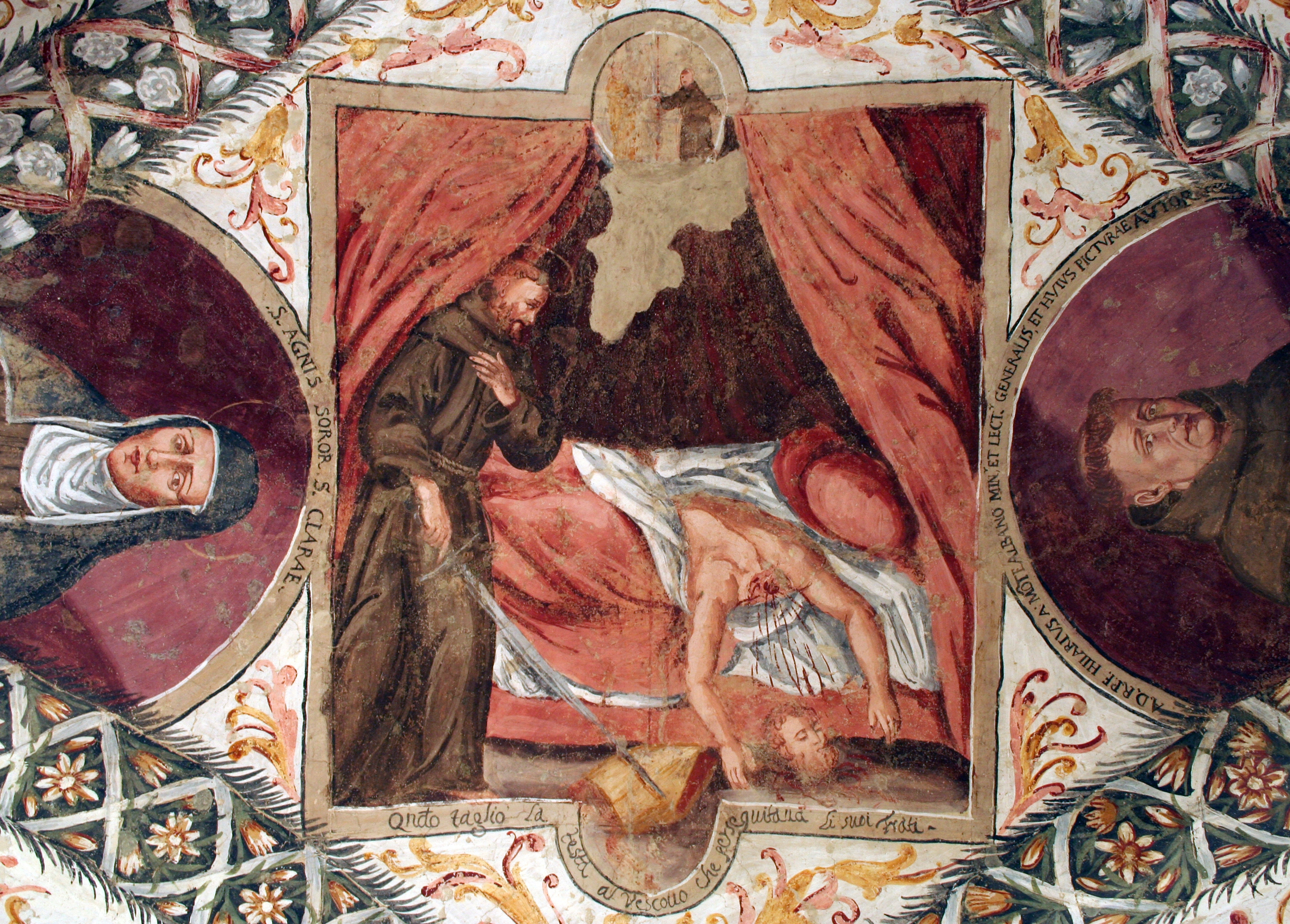
Convento di S. Antonio di Padova- particolare d'affresco

Il complesso conventuale fu voluto dal principe Geronimo Sanseverino, II principe di Bisignano, VII conte di Tricarico, il quale, il 27 settembre 1479, ottenne da papa Sisto IV la facoltà di erigere, fuori dalle mura della città, un convento dei Frati minori dell'Osservanza, completato poi nel 1491 con i contributi della comunità tricaricese.
Conserva, sulla facciata, al di sopra della porta d'accesso al convento, la più antica raffigurazione finora conosciuta dello stemma della città.
A partire dal '500, in questo convento ebbe sede un'importante scuola di teologia, nella quale si distinsero fra Paolo Corsuto, Commissario generale d'Italia dell'Ordine dell'Osservanza, e frate Arcangelo da Albano, insigne teologo il quale si ritrova al servizio della corte dei Gonzaga di Mantova.
Il quadriportico custodisce affreschi realizzati, tra il 1647 e il 1650, dal pittore tricaricese Giuseppe Sciarra (Cesare Scerra?) e su idea e commissione del frate Ilario da Montalbano il quale è appunto indicato come "auctor" (ideatore dell'impianto pittorico) in una didascalia alla base di una sua raffigurazione tra gli affreschi.
Alla fine dell'800, ridotto in rovina e in stato di estremo abbandono dopo la partenza degli ultimi frati in seguito della soppressione degli Ordini Monastici, vide i primi restauri durante il vescovato di S.E. Angelo Onorati (1879-1903), ad opera del Canonico Don Giovanni Daraio che lo prese in affido dal Comune, e vi fondò l'Opera Pia Confraternita di Sant'Antonio di Padova, eretta canonicamente con decreto vescovile in data 12 febbraio 1900. L'opera di rinascita proseguì durante il vescovato di Raffaello Delle Nocche, grazie alla tenacia di Don Pancrazio Toscano (1883-1961), raffigurato nella statua bronzea posta sul piazzale. 
Oggi è la Casa Madre delle Discepole di Gesù Eucaristico, congregazione fondata nel 1923 proprio da Raffaello delle Nocche, vescovo di Tricarico dal 1922 al 1960, e ospita, al primo piano, un piccolo museo a lui dedicato. 
La chiesa, con una grande navata centrale e una piccola navata sul lato sinistro, ha archi a sesto acuto e volte a crociera. Durante gli ultimi lavori restauro nel 1993, l'interno della chiesa è stato riportato alla sua struttura originaria.

### Chiesa e convento del Carmine

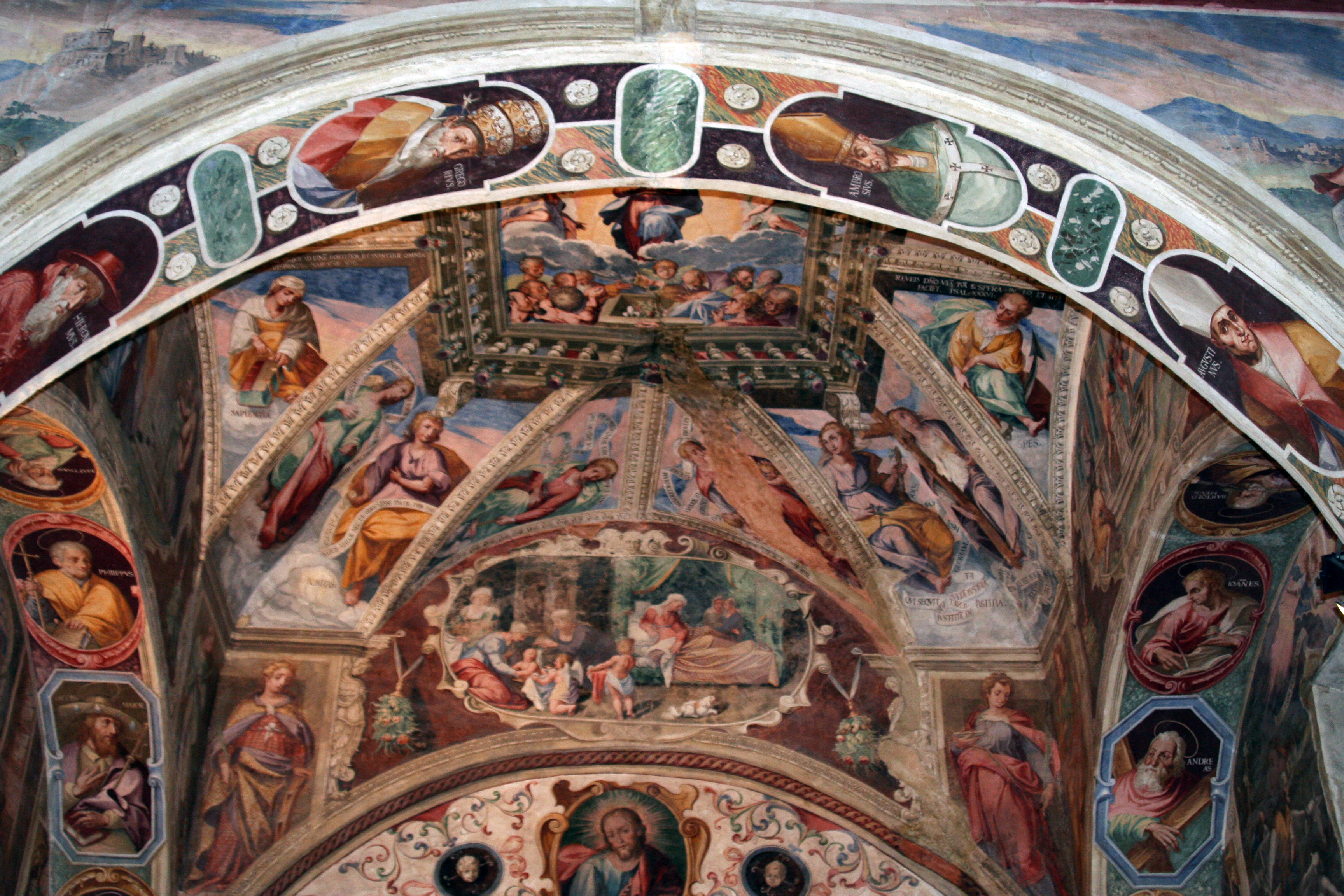
Convento del Carmine-Affreschi

Il complesso monastico fu edificato tra il 1605 e il 1626 per ospitare una comunità di carmelitani scalzi, grazie ai lasciti del nobile tricaricese Giovanni Antonio Russo, 

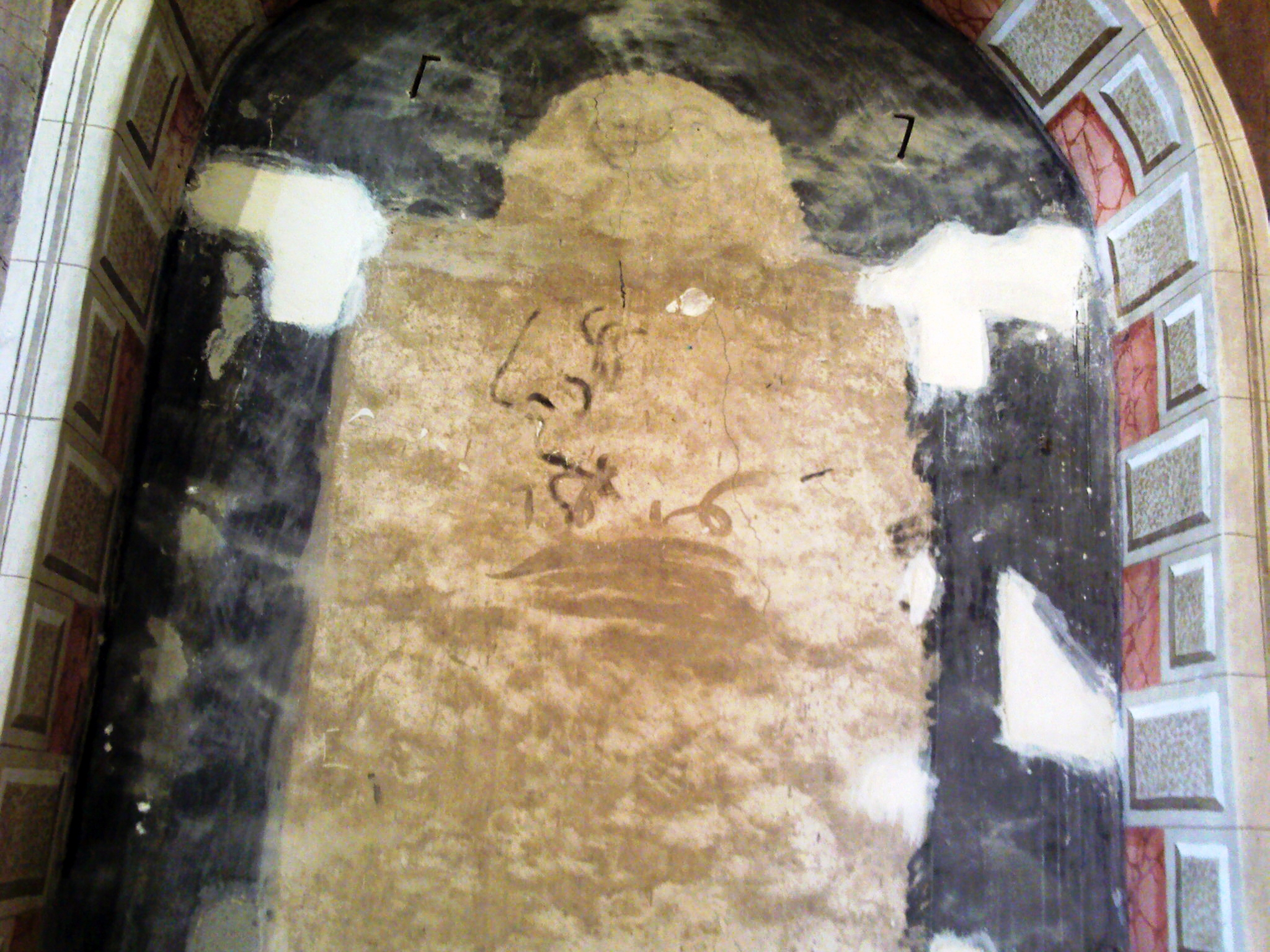
Convento del Carmine - accenno di profilo

 nel luogo ove anticamente sorgeva la chiesa di S. Maria del Soccorso.
La chiesa, ubicata extra moenia, fu probabilmente completata nel 1612 mentre la fabbrica del convento fu completata successivamente.

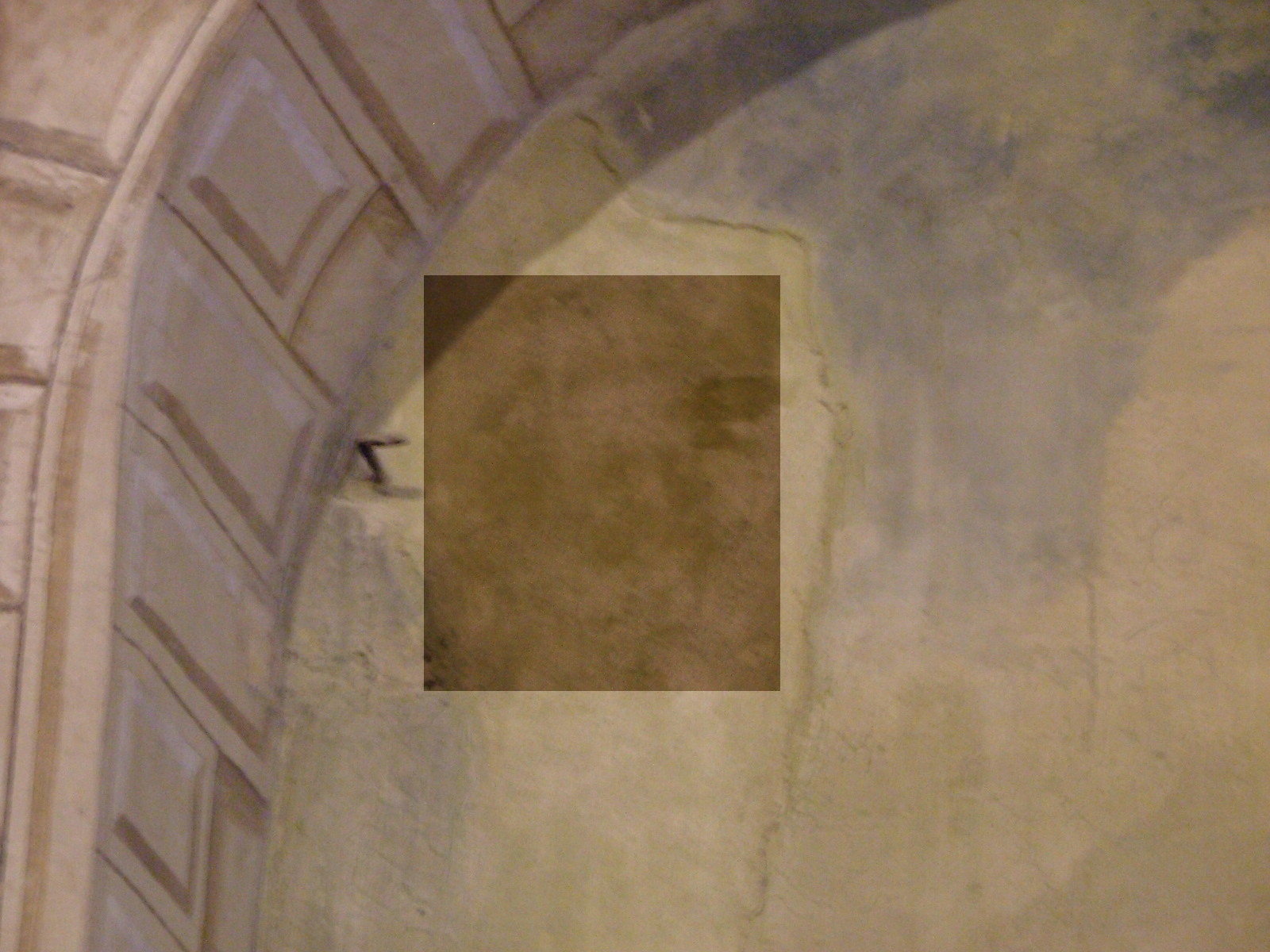
Convento del Carmine - Volto

La chiesa si sviluppa in un'unica navata con controsoffitto a cassettoni, un presbiterio con una volta a padiglione. Tutta la chiesa è adorna di affreschi che ricoprono le pareti laterali e la volta del presbiterio, realizzati tra il 1612 e il 1616 da Pietro Antonio Ferro che per la realizzazione delle pitture sulle pareti della navata si avvalse della collaborazione dei figli Carlo e Giovan Battista che curarono, nel 1642, anche l'affrescatura del quadriportico del convento.
Il ciclo pittorico sulla navata è suddiviso in due cicli che si sviluppano su due livelli ognuno, a destra scene della vita della Vergine e a sinistra scene della vita di Gesù.
In uno dei riquadri è raffigurata Santa Teresa d'Avila, fondatrice dell'ordine dei carmelitani.
Nella chiesa è possibile osservare, come in un cantiere "aperto", le varie fasi della realizzazione
dell'affresco, dal fondo, all'uso delle sinopie, all'intonaco fine.

### Chiesa e monastero di S. Chiara
Il monastero delle clarisse fu fondato nel 1333 da Sveva de Bethsan, vedova di Tommaso II Sanseverino, conte di Tricarico, con l'ausilio del re di Napoli Roberto d'Angiò, in quello che fu il castello normanno.
In questo monastero venivano monacate numerose figlie di nobili tricaricesi e dei centri vicini.
Per entrarvi era necessario portare una ricca dote e per questo, negli anni, il monastero ha potuto essere annoverato tra i più ricchi del meridione, con estesi possedimenti in innumerevoli centri, non solo lucani. Sua era l'intera foresta di Gallipoli-Cognato, che si estende nel territorio di quattro comuni, Calciano, Oliveto Lucano, Accettura e Pietrapertosa. 

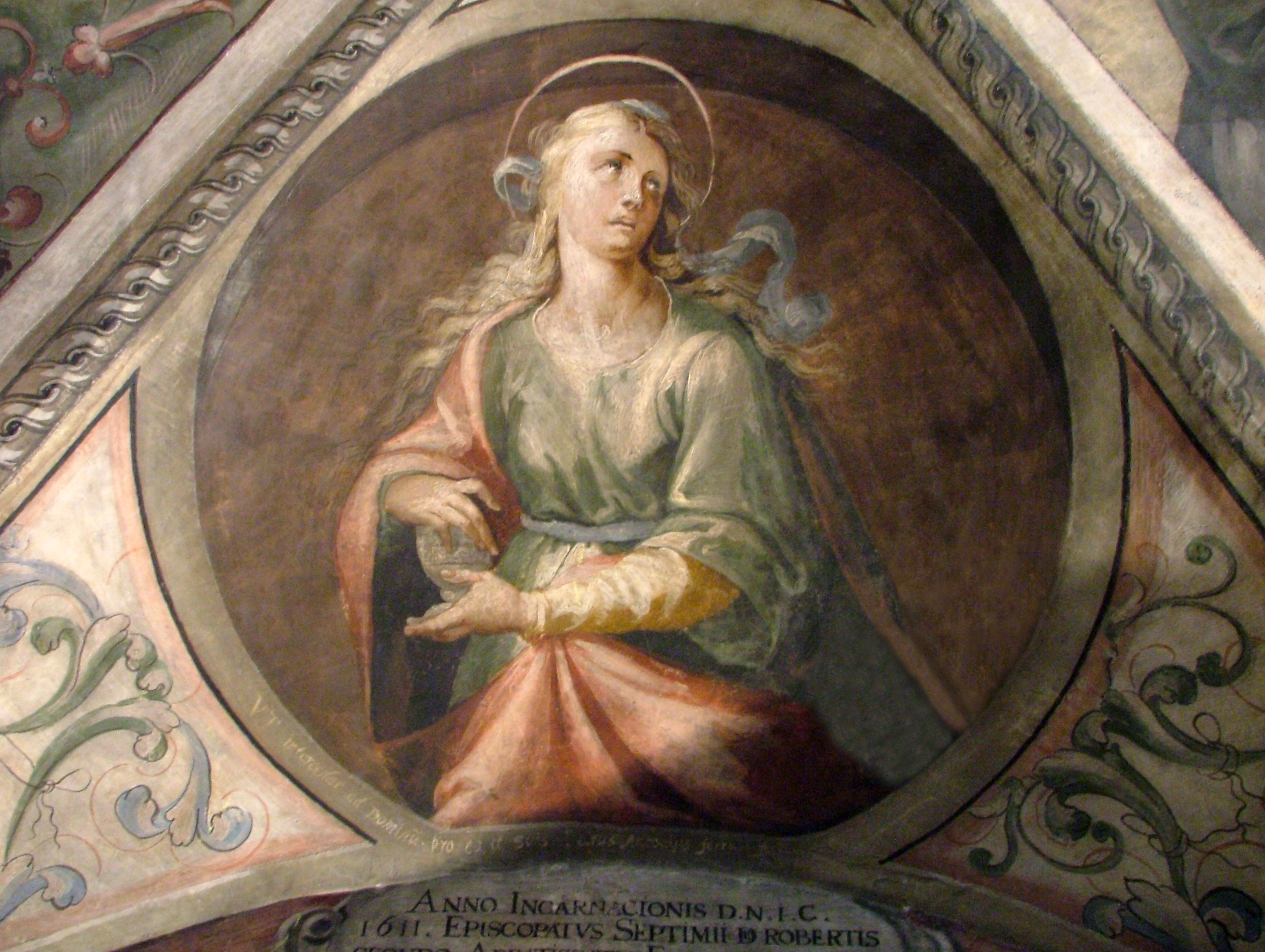
Pietro Antonio Ferro - La Maddalena

Il monastero fu negli anni ingrandito per ospitare un numero sempre maggiore di monache tanto che si arrivò ad inglobare la parte finale della via Monte che costeggiava le mura dell'antico maniero e che oggi costituisce il corridoio centrale del convento.
La chiesa, in origine di stile gotico e dedicata ai Santi Pietro e Paolo, è ad aula unica, con un controsoffitto ligneo a cassettoni e le pareti ornate da stucchi e oro zecchino.
Conserva un settecentesco organo a mantice in legno dipinto e, nella sagrestia, un pavimento maiolicato policromo.
Un arcone cinquecentesco sorregge il coro dal quale le Clarisse potevano assistere alla messa. Attigua alla chiesa e la cosiddetta Cappella del Crocifisso, a pianta quadrangolare, completamente affrescata dal pittore Pietro Antonio Ferro nel 1611. Vi si custodisce un crocifisso ligneo della seconda metà del Seicento, commissionato dalla badessa Giulia Revertéra.
A seguito di interventi di consolidamento e restauro della chiesa che hanno necessitato la rimozione di uno degli altari posti lungo le pareti laterali, si è scoperta l'esistenza di una nicchia ornata da pitture murali cinquecentesche. Nello specifico si è potuto riconoscere un S. Biagio benedicente. Ancora non si conosce l'autore di tali opere.

### Convento di S. Maria delle Grazie
Ubicato nel rione Cappuccini (che dal convento ha preso il nome) fu edificato nel 1574 per supplica dei frati al papa Pio IV, avendo essi abbandonato l'antico convento di S. Agostino, ubicato extra moenia, sulle pendici della Serra del Cedro. Fu definitivamente soppresso in occasione della generale soppressione degli ordini religiosi, nel 1866. Fu quindi acquistato da privati.

### Palazzo vescovile

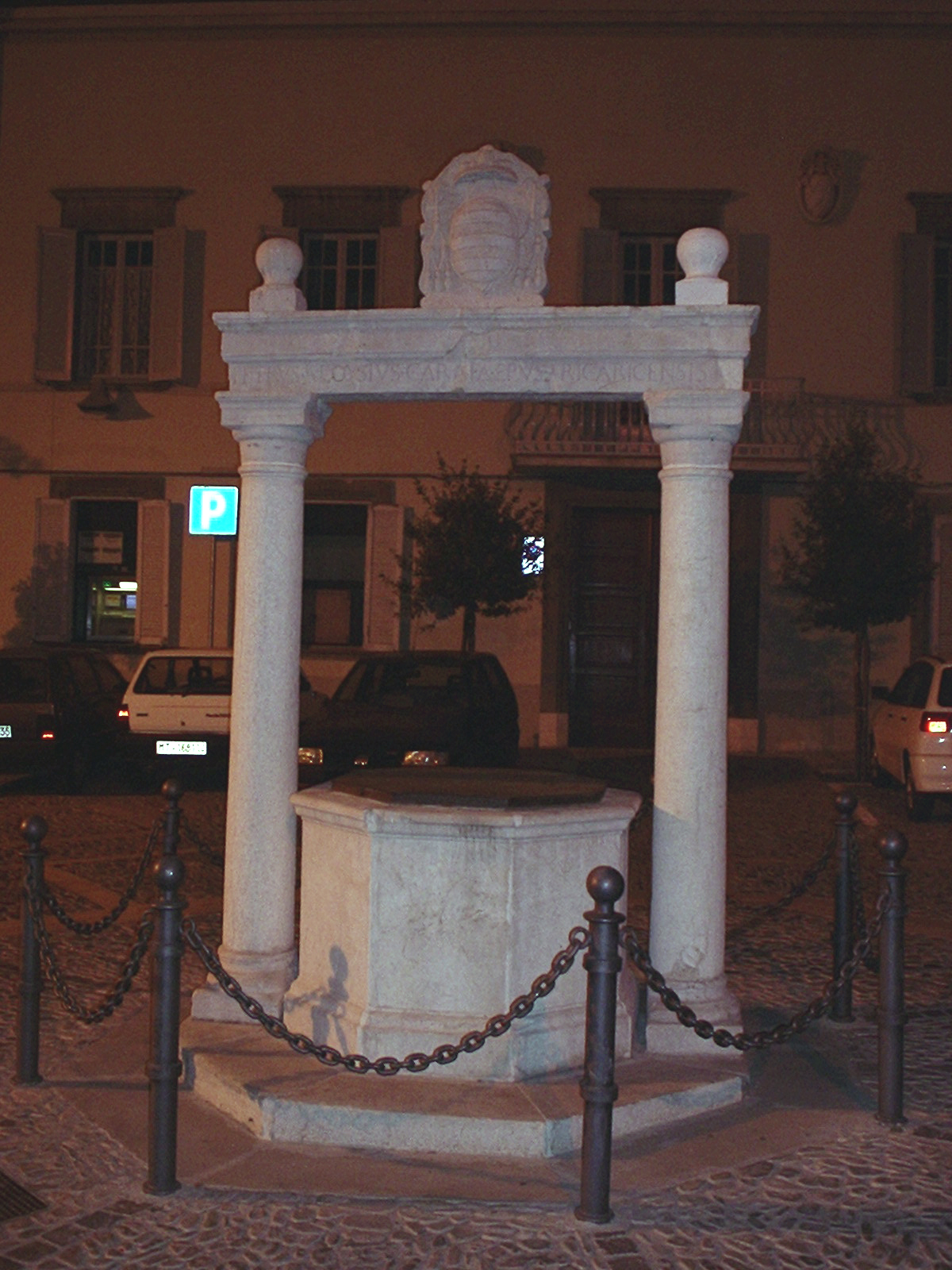
Pozzo seicentesco

L'edificio, di impianto seicentesco, è stato rimaneggiato nel 1937. All'esterno, sulla parete che si affaccia su piazza mons. Delle Nocche, vi sono due stemmi episcopali in pietra, uno di papa Pio XI e l'altro di mons. Raffaello Delle Nocche. All'interno, un salone adornato da stucchi 
settecenteschi e dipinti raffiguranti le virtù teologali e morali, commissionati durante l'episcopato di Francesco Antonio Del Plato (1760-1783). Il palazzo vescovile, che custodisce il più antico archivio ecclesiastico regionale, con un'ampia sezione di documenti già digitalizzata e liberamente consultabile, è stato oggetto di recenti interventi di ristrutturazione e restauro finalizzati alla creazione del Museo Diocesano di Tricarico, allestito nel medesimo edificio. Al centro della piazza che fu il giardino del palazzo, un pozzo in pietra con parapetto ottagonale e due colonne con architrave, realizzato per volontà del vescovo Pier Luigi Carafa jr in occasione del giubileo del 1650.

### Chiesa dello Spirito Santo
Non si conosce la data di fondazione della chiesetta dello Spirito Santo, ubicata sulla via Piano, ma con certezza essa è successiva al 1605, epoca alla quale risale la celeberrima stampa di Tricarico inserita nella raccolta "Theatrum urbium praecipuarum mundi" opera di G. Braun e F. Hogemberg, nella quale, sebbene siano riportate fedelmente tutte le chiese esistenti, non se ne fa menzione.
L'edificio, a navata unica e con volta a botte, è abbellito da un altare ligneo dipinto.
L'aspetto della facciata, elegante nella sua semplicità, fa propendere per una fondazione settecentesca. 

### Chiesa di S. Maria dell'Olivo
Costruita extramoenia è documentata a partire dal Trecento, anche se non si potrebbero escludere fondazioni verginiane più antiche. Attualmente è chiusa al culto a causa dei lavori di restauro e di consolidamento in seguito ai danni provocati dal sisma del 1980. L'interno si presenta con una struttura a tre navate, ricoperta da volte a crociera ornate da stucchi ottocenteschi. Nella navata destra è presente una lapide marmorea che attesta la consacrazione di un altare dedicato a Maria Vergine avvenuta il 28 agosto 1588 da parte del vescovo di Tricarico Giovanni Battista Santonio (1586-1592).

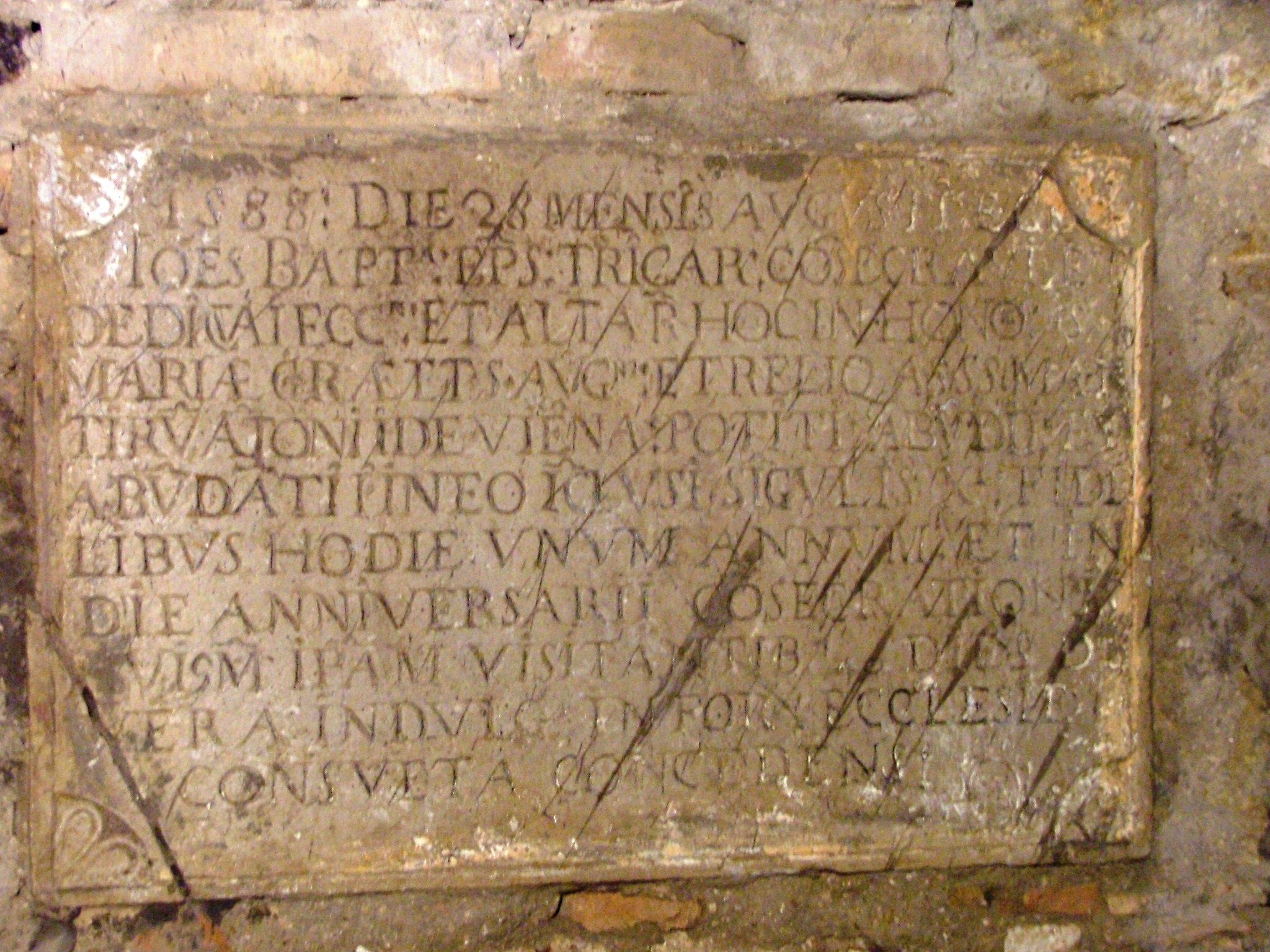
Chiesa di S. Antonio Abate - iscrizione

In questa chiesa era oggetto di grande venerazione sant'Antonio Abate, del quale si conserva una statua in pietra all'esterno della chiesa. Al suo culto è legata l'antica tradizione delle Maschere di Tricarico.

### Chiesa parrocchiale di S. Angelo al Monte
La chiesa, ubicata in via Monte, ha subìto profondi rimaneggiamenti negli anni cinquanta che hanno modificato l'originaria struttura trecentesca. Tra le opere custodite al suo interno, sono di particolare pregio una statua lignea di san Michele arcangelo (prima metà del XVIII sec.), una tela del XVII sec. e un gruppo scultoreo in cartapesta (commissionato nel 1903 dall'arcivescovo di Manfredonia mons. Pasquale Gagliardi), entrambi raffiguranti l'Annunciazione. 
Sulla parete sinistra della chiesa sono ancora visibili porzioni di affreschi seicenteschi.

### Chiesa di Santa Croce
Visibile nella prestigiosa stampa di Tricarico di G. Braun e F. Hogemberg del 1605, essa si affaccia sul piazzale posto alla base della Torre normanna. Al suo interno conserva una tela della Madonna Incoronata e una Crocifissione tra le SS. Agata e Lucia (XIX sec.).

### Chiesa parrocchiale di S. Maria dei Lombardi
È ubicata nell'omonimo rione nel quartiere della Civita. La struttura attuale è il risultato di radicali interventi avvenuti nel 1958 a seguito della demolizione dell'impianto originario trecentesco. Indicata nelle fonti cinquecentesche come chiesa di Sacta Maria de Lambardo, era annessa all'arcidiaconato della chiesa cattedrale, ed ospitava l'antica confraternita dedicata alla titolare. Oggetto di grande venerazione fino al secolo scorso, è stata l'effigie della Madonna dei Lombardi, un affresco distaccato databile al XV sec. di gusto bizantino. Tra le altre opere conservate al suo interno vi sono un battistero in pietra settecentesco, una tela raffigurante san Biagio (seconda metà del XVIII sec.) del pittore Romualdo Farinolo, e un'altra raffigurante un'Immacolata tra i SS. Giuseppe e Rocco del 1816.

### Chiesa della Badia
Collocato all'estremità nord-occidentale della Rabata, l'edificio di culto con l'annesso convento che ospita una comunità di Suore Discepole di Gesù Eucaristico, è stato quasi completamente  ricostruito negli anni Cinquanta per volere del venerabile vescovo Raffaello delle Nocche, sui resti dell'antica chiesa romanica dell' "Abbazia di Santa Maria del Pendino" (menzionata anche come Monasterium S. Mariae de Pedia). 
Scarse sono le informazioni al riguardo: il monastero benedettino viene citato per la prima volta in una bolla di Lucio III del 1183, col quale vengono confermati al vescovo di Tricarico le terre e i privilegi già assegnate alla diocesi, mentre la chiesa nel XVI sec. risultava già essere una dipendenza del clero secolare.

### Chiesa della Santissima Trinità

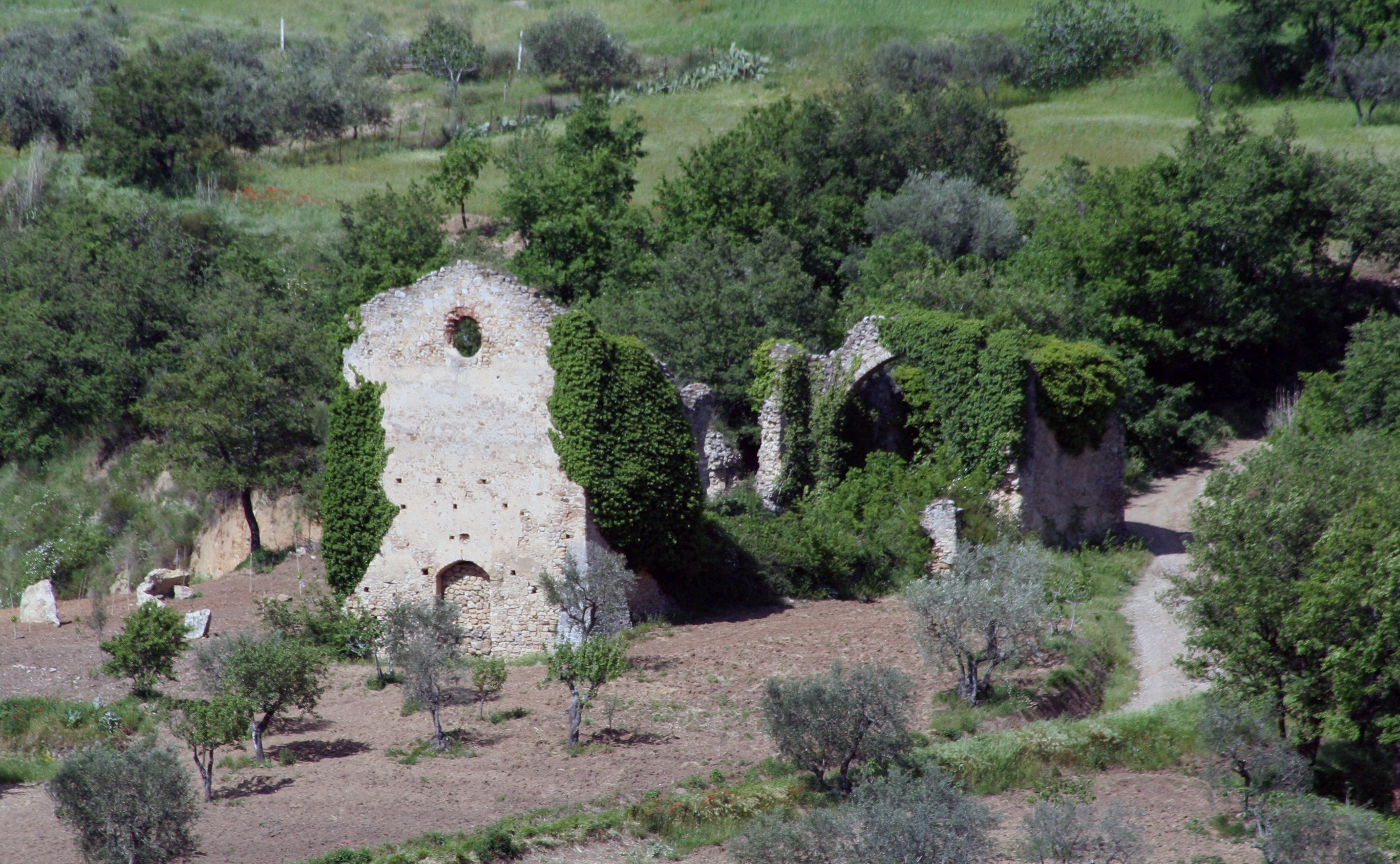
Chiesa della Trinità - ruderi

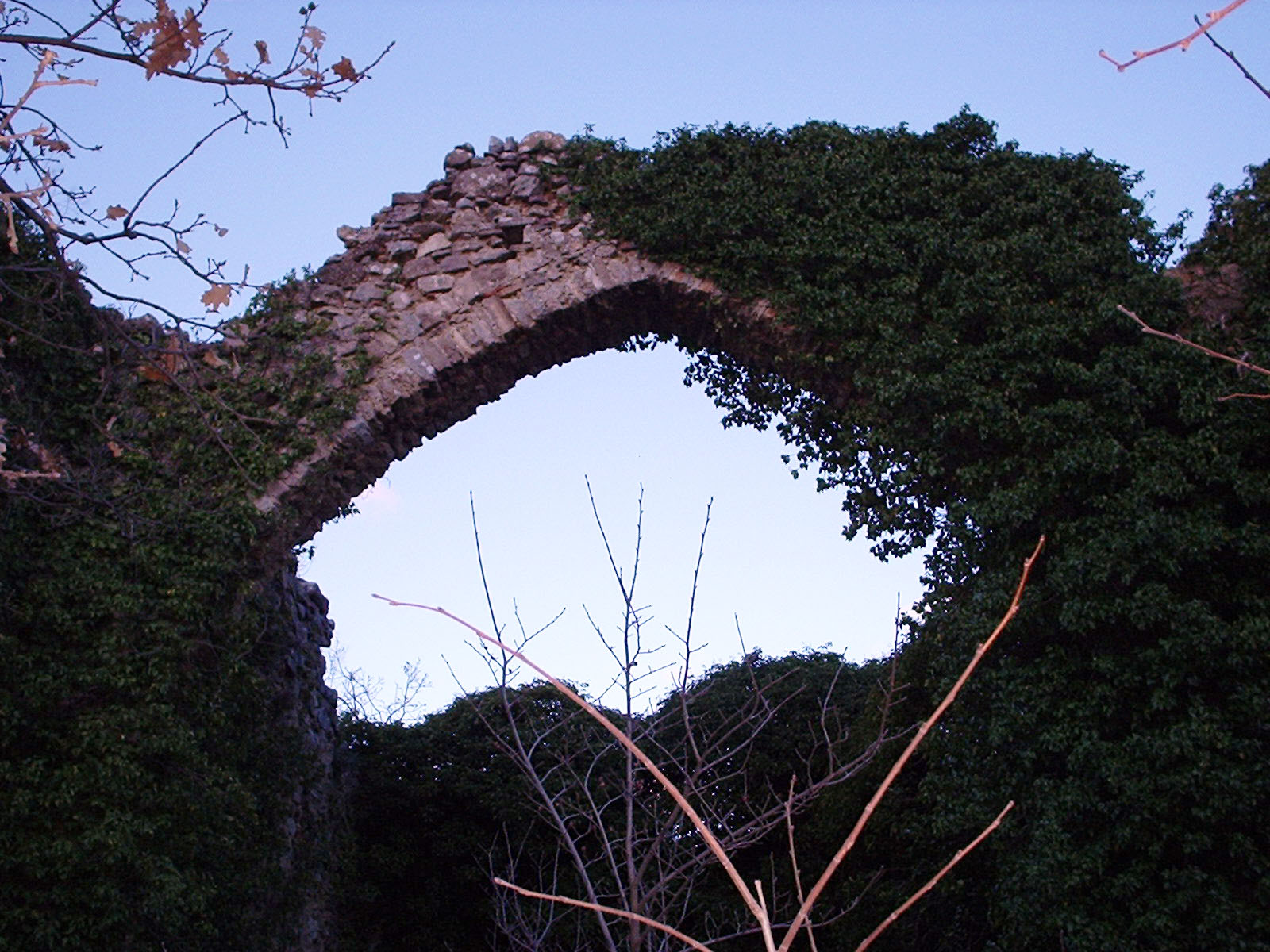
Arco oltre il quale vi era il presbiterio

Di stile cluniacense, è costituita da una navata unica con un arco a sesto acuto posto in corrispondenza con l'inizio del presbiterio. Della struttura, parzialmente crollata, si conservano la facciata, il muro laterale sinistro e il muro posteriore. Posta su un'importante via di comunicazione (verso Irsina e la Puglia), è appartenuta ai Gerosolomitani della Commenda di Grassano. Non si conosce la data della sua fondazione ma lo stile dell'edificio la colloca tra l'XI e il XIII secolo.
Agli inizi del Cinquecento, all'epoca del vescovo Agostino de Guarino, nella chiesa diruta, sotto l'altare maggiore, furono ritrovate 2 urne contenenti rispettivamente le reliquie di Sant'Antonio Abate e quelle di San Potito. Nel 1506 esse furono traslate nella cattedrale cittadina ove tuttora sono custodite.

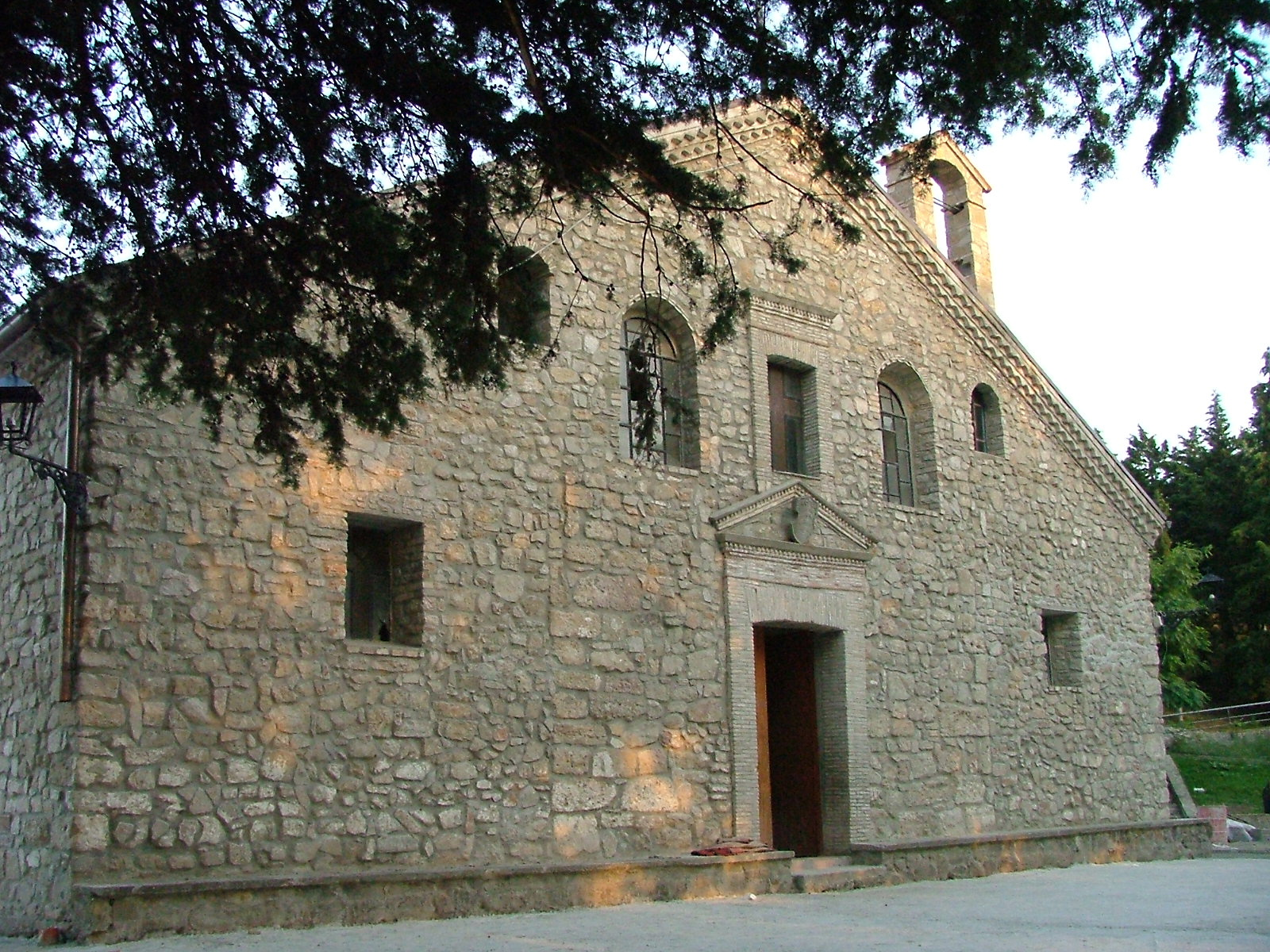
Santuario della Madonna di Fonti

### Santuario di S. Maria di Fonti
Di antica costruzione, attribuita al maestro Sarolo di Muro Lucano (secc. XII-XIII), la chiesa è menzionata per la prima volta nel sec. XIII, in una bolla di Innocenzo III nella quale viene indicata come proprietà dei verginiani.

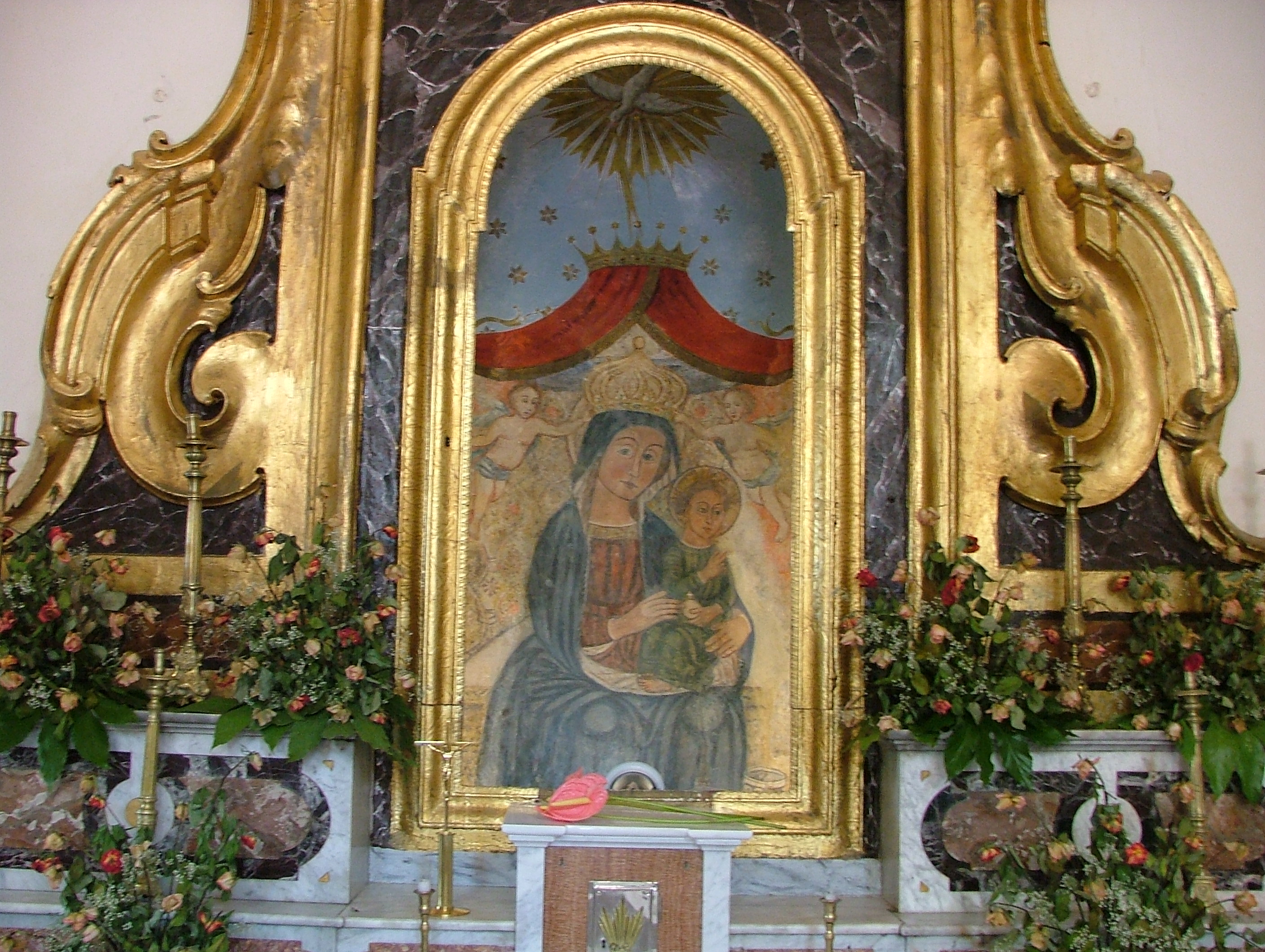
Madonna con Bambino

Il papa Eugenio IV, con una bolla del 1444, attribuiva il santuario e i beni annessi, al capitolo cattedrale di Tricarico. Nel 1624 il vescovo Pier Luigi Carafa diede inizio ad una serie di interventi e rimaneggiamenti che hanno coinvolto la chiesa e le strutture annesse. In facciata è presente un semplice portale in cotto sormontato dallo stemma del vescovo Carafa, mentre l'interno si sviluppa in una larga navata centrale con due navate laterali. La navata centrale termina con l'altare maggiore sovrastato da una nicchia contenente una pittura murale di gusto bizantino, raffigurante la Madonna con Bambino.
All'esterno, i nuclei a ridosso della chiesa fanno parte dell'ampliamento del Seicento e di interventi più recenti.
Il santuario è uno dei principali luoghi Mariani della Regione ed è meta di pellegrinaggi che si concentrano principalmente nel mese di maggio.
Era antica tradizione che, in questo periodo, le ragazze e i ragazzi disponibili al matrimonio si recassero in pellegrinaggio al santuario con la testa cinta da una corona di rametti e foglie di quercia.

## I siti archeologici

### Calle
Fu una grossa borgata romana e alto-medievale, da cui passavano importanti vie dirette verso la
Puglia; densamente popolata, ebbe una fiorente economia che si espresse nei secoli IV-VI d.C. nella produzione e nella commercializzazione di oggetti in una pregiata ceramica detta appunto “ceramica Calle”. 

#### Calle contemporanea
Di questo insediamento è forse più conosciuta la storia contemporanea e in particolare quel momento di grandi trasformazioni che si ebbe intorno agli anni trenta,.
L'antico sub-feudo di cui Calle faceva parte, fu venduto nel 1920 al cav. Ernesto Ottolini di Busto Arsizio con lo scopo di bonificarlo e in seguito rivenderlo a lotti. Il lavoro
però era complesso per il tempo e le spese occorrenti per la bonifica di questi terreni che comprendevano, oltre Calle, anche le località denominate “Trionte”, “Masseria Cantore”, “S. Marco”, “Serra d'Amendola”, “Cugno Soria”, “Carbonara”, per un totale di circa 2.330 ettari di cui 1.947,94 erano della tenuta di Calle. La Direzione si insediò in un primo momento a Tricarico nel palazzo ducale, anch'esso acquistato da Ottolini. Questo complesso di proprietà conservava nel 1920 ancora le caratteristiche tipiche dei vecchi feudi dell'Italia Meridionale, e cioè era affidato ad un amministratore locale che risiedeva a Tricarico e che aveva
il compito di affittare le terre, i boschi e i pascoli ad “estaglio” (contratto analogo al cottimo) mentre la proprietà era sconosciuta ai proprietari che avevano interesse solo a riscuotere i profitti ricavati dall'affitto o dall'affido del pascolo, senza preoccuparsi di migliorare le colture o le condizioni dei contadini. Nel 1920 la figlia Lucia del sig. Ottolini, sposò l'allora rag. Turati, ricco industriale piemontese, e portò in dote metà di questi terreni; l'altra metà, quella del cognato, fu comprata nel 1925 dal Turati il quale desiderava continuare l'intrapresa opera di bonifica del suocero, nonostante i numerosi ostacoli incontrati. Si creò così una grande azienda diretta da diversi tecnici che dovettero affrontare una notevole e non facile opera di bonifica. Fu quindi intrapreso un lavoro di riqualificazione volto a ridare fertilità a seminati degradati, risanare boschi saccheggiati per il legnatico, porre un freno al disordine idraulico di fossi e pendii, drenare terreni nei quali l'acqua stagnava, fornire acqua potabile a uomini e animali, sistemare pascoli degradati, creare le strade inesistenti, dotare le unità poderali dei fabbricati necessari agli uomini e al bestiame. Furono investiti notevoli capitali, riuscendo a creare un'azienda modello in anni non facili. Nel 1950 “Calle” era costituita da 16 poderi gestiti a mezzadria: fu sostituita infatti l'affittanza con le mezzadrie sia per la produttività che per la “civilizzazione” vera e propria, perché permetteva un controllo più capillare sulle campagne “costringendo” i contadini a trasferirsi sui lotti di terreno. I salariati e i coloni furono messi in condizione di vivere in condizioni dignitose. Una particolare attenzione fu posta all'assistenza sociale e sanitaria: fu costruita una chiesetta per l'antica “Madonna di Calle”, dato che la vecchia chiesa era stata adibita a magazzini e vani per abitazione, fu costruita una scuola elementare e gestita una scuola serale per analfabeti, si approntò un cinematografo che proiettava soprattutto pellicole di istruzione e di interesse agrario. Quando nel 1950 arrivò la legge di Riforma Fondiaria, su quelle stesse terre di circa 2500 ettari, gli ex mezzadri e salariati diventarono “assegnatari” che presero possesso con le loro famiglie di poderi di 7-15 ha. L'azienda Turati fu espropriata nel 1952, le domande superavano la prevista lottizzazione: la Riforma aveva concepito unità produttive su 10 ha circa, dotate di casa colonica (poderi) più particelle di minore estensione,  intorno ai 2 ha (le quote). L'azienda fu divisa in 181 poderi e quote e l'assegnazione fu stabilita sia in base alla qualità del terreno che alle condizioni economiche del contraente; tutti i poderi furono dotati di un ettaro di vigneto-uliveto e di una casa colonica con servizi igienici e cisterna. Le case, insieme al bestiame, furono consegnate nel 1956. Molto del patrimonio tecnico dell'Azienda Turati confluì in questi poderi e non solo è sopravvissuto alla Riforma, ma ha anche stimolato la permanenza fino ad oggi di circa un centinaio di famiglie. Si tratta di un caso unico per una zona collinare interna e non irrigua, perché altri villaggi costruiti nelle zone limitrofe dall'Ente Riforma, come ad esempio nell'agro di Irsina, non furono mai abitati. Invece i contadini qui hanno resistito, allevando capi di bestiame, coltivando cereali e presidiando il podere; qualche assegnatario ha rinunciato alla terra emigrando, come del resto molti in quegli anni, per il miraggio di nuove terre e di possibilità di guadagno. A partire dal '58-'59 prende nuovamente vigore infatti il fenomeno dell'emigrazione che a Tricarico tocca le sue punte più alte nel decennio 1960-70 per esaurirsi poi, gradatamente, negli anni settanta.